# 초기 미국 출판업자 및 인쇄업자

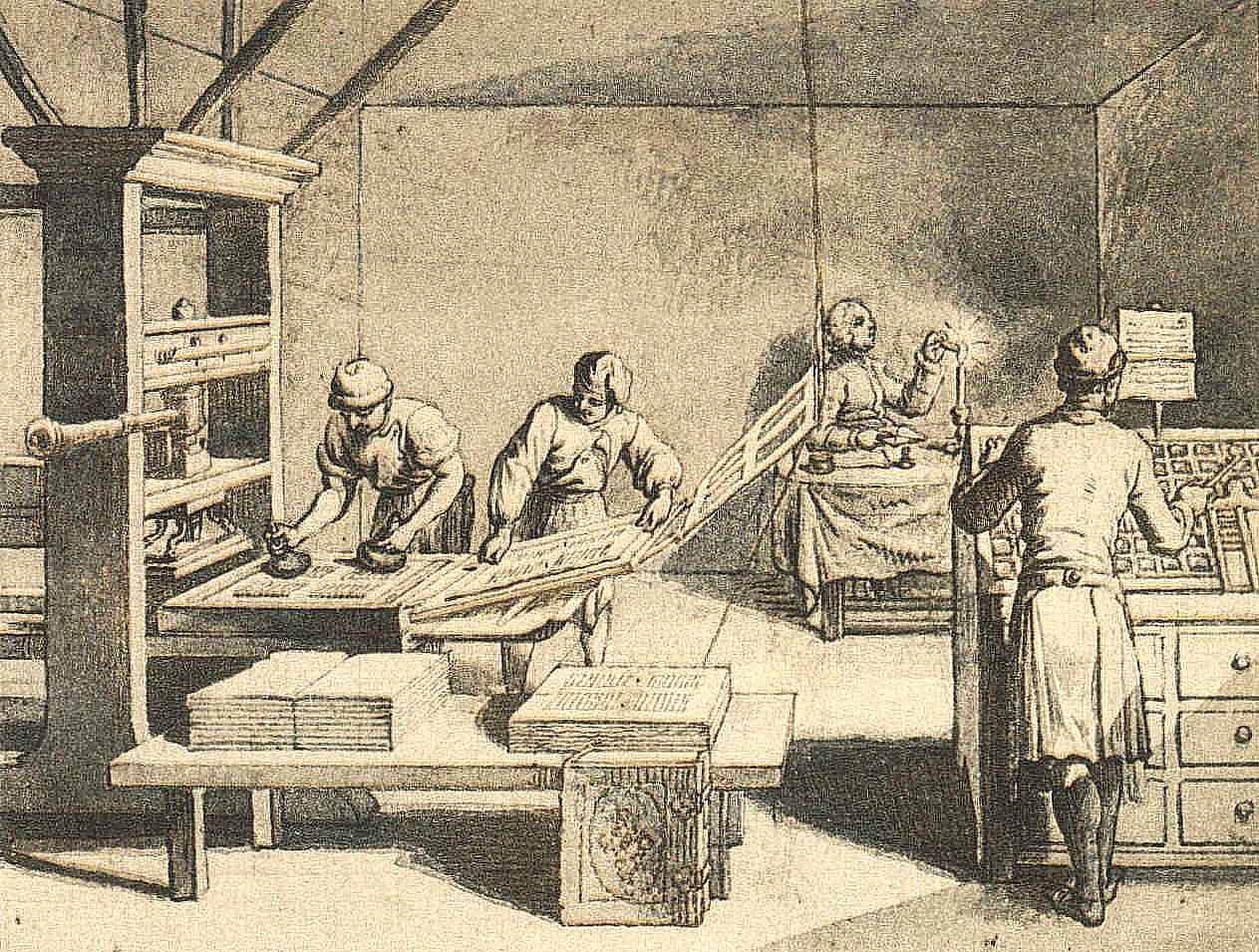
18세기 전형적인 인쇄기. 종교적 열정과 성경 및 기타 종교 서적에 대한 큰 수요는 미국 식민지에서 최초의 인쇄 노력을 크게 촉진했다. 미국 독립 혁명 전과 그 기간 동안 식민지 인쇄업자들은 또한 영국 식민지 정책과 세금에 대한 강한 반대 의견을 표현하는 신문과 소책자를 적극적으로 발행했다.

초기 미국 출판업자 및 인쇄업자(영어: Early American publishers and printers)는 미국 독립 혁명 전과 그 기간 동안, 그리고 미국 독립을 확립한 뒤이은 미국 독립 전쟁 동안 영국령 아메리카의 13개 식민지의 사회, 종교, 정치 및 상업적 발전에 중심적인 역할을 했다.
영국 식민지 최초의 인쇄기는 매사추세츠주 케임브리지에 소유자 엘리자베스 글로버와 인쇄업자 스티븐 데이에 의해 설립되었다. 이곳에서 최초의 식민지 브로드사이드, 연감, 책이 출판되었다. 식민지에서의 인쇄 및 출판은 처음에는 종교적 열정과 성경 및 기타 종교 문헌의 부족과 그에 따른 큰 수요의 결과로 나타났다. 18세기 중반에는 특히 보스턴에서 신문이 등장하기 시작하면서 인쇄는 새로운 차원을 맞이했다. 영국 왕실이 새로운 세금을 부과하기 시작하자, 이 신문들 중 다수는 영국 식민지 정부에 대해 매우 비판적이고 솔직하게 의견을 표명했으며, 이는 식민지 주민들 사이에서 널리 불공정하다고 여겨졌다.
초기 식민지 정착 시대에는 수백 마일 떨어진 여러 식민지 간의 통신이 일반적으로 한 번에 손으로 작성된 공문서에 국한되었으며, 이는 개인 운송업자에 의해 목적지까지 운반되었다. 1700년 이전에는 식민지에 신문이 없었으므로, 공식적인 소식은 특히 주요 도시의 식민지 정부 청사나 외딴 시골 지역에서 멀리 떨어진 사람들에게는 천천히 전달되었다. 따라서 식민지 법률과 전반적인 소식은 일반 식민지 주민들에게 포괄적인 인쇄 형태로 제공되지 않았으며, 이들은 보통 식민지 관리나 여행하는 통신원을 통해 구두로, 또는 광장에 간단히 게시된 것을 통해 정보를 얻었다. 종교 문헌도 부족했으며, 많은 식민지 주민들이 영국에서 가져온 성경을 소유하고 있었지만, 일반적으로 공급이 부족했으며, 전반적인 종교 문헌은 식민지 주민들 사이에서 큰 수요가 있었다.
그레이트브리튼 의회가 특히 1765년 인지세법을 통해 추가 세금을 계속 부과하자, 몇몇 식민지 신문과 소책자는 영국 정책에 노골적으로 반대하고 미국 독립 혁명의 목표를 지지하는 사설을 쓰기 시작했다. 당시 가장 주목할 만한 인쇄업자로는 벤저민 프랭클린, 윌리엄 고다드, 윌리엄 브래드퍼드 등이 있었는데, 이들은 세금 문제, 언론의 자유 등과 관련하여 영국 왕실과의 논쟁에 정치적으로 참여했다. 고다드와 브래드퍼드를 포함한 많은 인쇄업자들은 자유의 아들들에 속했으며, 인쇄기를 사용하여 의회에서 대표권을 갖지 못한 식민지 영국인으로서 부당하다고 여겨지는 인지세법 및 기타 왕실 법령에 대한 식민지의 반대 의견을 홍보했다. 언론에서 나오는 이러한 진보에 대한 공개적인 비판은 종종 명예훼손 및 선동적인 자료를 인쇄했다는 비난을 불러일으켰다.
식민지 시대의 풍부한 역사 기록은 인쇄업자들이 식민지의 종교적, 사회적, 정치적 성장에 어떻게 영향을 미쳤는지에 대한 조사를 거의 다루지 않았다. 식민지의 인쇄업자 및 출판에 대한 대부분의 학문은 각 식민지 맥락에서 아이재아 토마스와 같은 개인에 대한 설명에 국한되거나, 로렌스 로스의 《식민지 인쇄업자》에서처럼 인쇄기 및 활판 인쇄술의 메커니즘에만 집중한다. 그러나 로스에 따르면, 이 글의 초점인 식민지의 정치적, 사회적 문제에 영향을 미치고 궁극적으로 혁명으로 이어진 초기 미국 인쇄 및 출판의 전반적인 주제는 "눈에 띄는 주저함"으로 다루어졌다.

## 역사

### 17세기

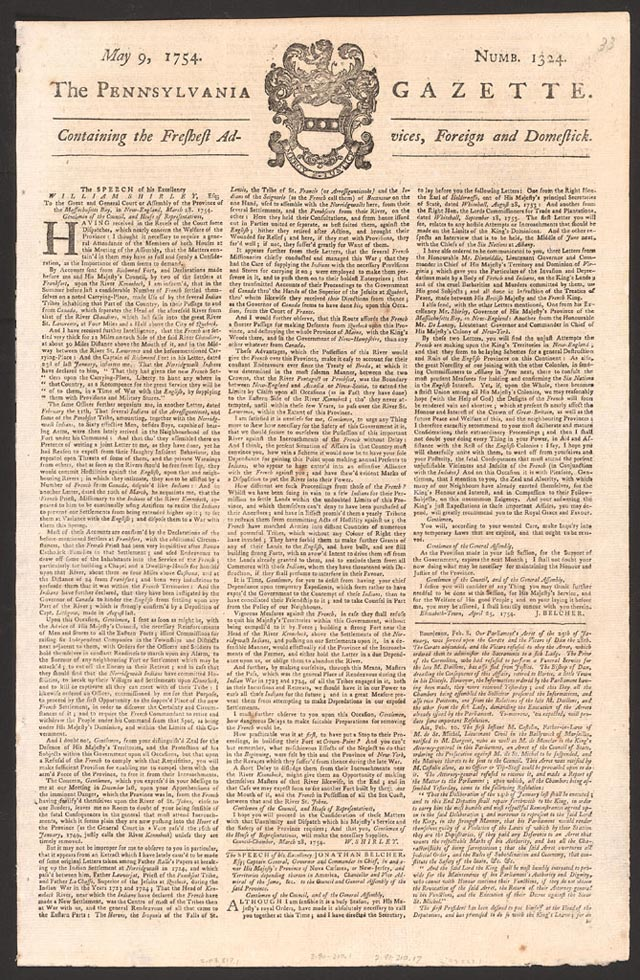
필라델피아에서 발행된 《펜실베이니아 가제트》의 1754년 5월 9일자

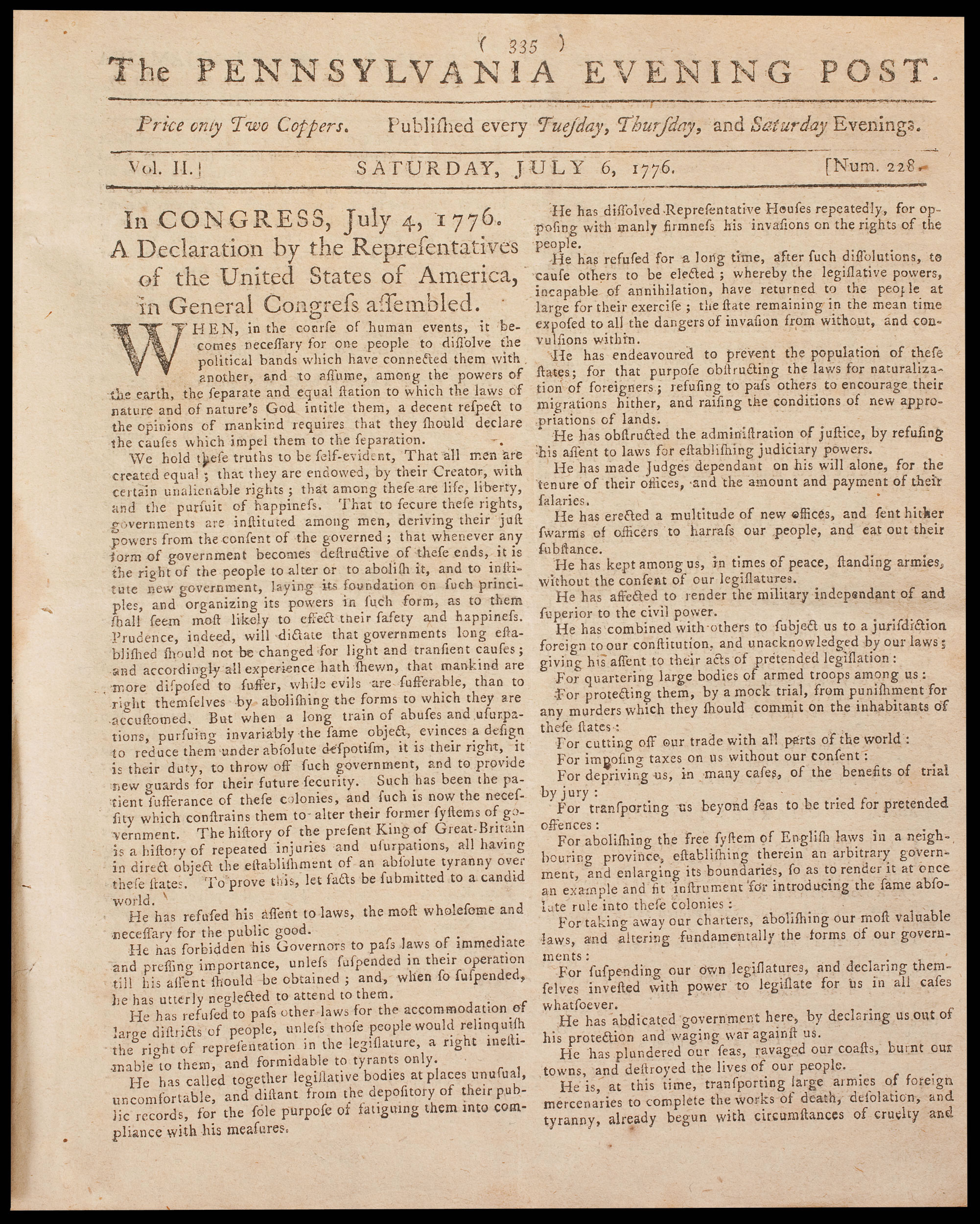
《펜실베이니아 이브닝 포스트》는 1776년 7월 4일 제2차 대륙회의에서 만장일치로 채택된 미국 독립선언을 처음으로 게재한 신문이다.

미국 식민지 시대의 신문은 식민지 주민들의 독립과 다른 미국인들과의 단결이라는 고조되는 감각에 명시적으로 호소하는 중요한 정치, 사회, 종교 정보를 전파하는 역할을 했다. 이는 소식과 의견의 대량 전파가 자신들의 권위를 훼손할 것을 두려워했던 식민지 왕실 정부에 큰 우려를 불러일으켰다. 미국의 신문이 등장하고 초기 단계를 거쳐 발전한 곳은 식민지 보스턴이었다. 처음에는 1758년까지 우편을 통해 무료로 신문이 배달되었다.
1690년 9월 25일, 아메리카의 영국 식민지에서 처음으로 등장한 신문은 보스턴에서 리처드 피어스가 벤저민 해리스를 위해 인쇄 및 출판한 《퍼블릭 어커런시스 보스 포린 앤 도메스틱》이었다. 해리스는 종교적 박해와 왕실에 대한 비판으로 영국을 떠났다. 그의 신문은 식민지 주민들에게 환영받고 열렬히 받아들여졌으나, 당시 영국 법률이 요구하는 공식 인쇄 면허가 없었기 때문에 식민지 총독의 승인을 받거나 좋게 평가받지 못했다. 즉, "총독으로부터 '특별한 허가와 면허'를 먼저 얻지 않고는 어떤 사람도 인쇄를 위해 인쇄기를 보관하거나 어떤 책, 소책자 또는 기타 자료를 인쇄해서는 안 되었다." 한 역사가가 말했듯이, "미국에서 출판된 최초의 신문은 당국에 의해 탄압된 최초의 신문이 되었다."
1695년, 해리스는 영국으로 돌아왔고, 그곳에서 신문을 발행했다는 이유로 체포되었다. 미국에서 첫 성공적인 신문은 1704년에 등장한 《보스턴 뉴스-레터》였으며, 1719년까지 식민지에서 발행된 유일한 신문이었다.

### 18세기
1704년에 식민지의 두 번째 신문인 《보스턴 뉴스레터》가 등장했다. 보스턴의 소유주이자 우체국장인 존 캠벨을 위해 바솔로뮤 그린이 인쇄한 이 신문은 보스턴에서도 발행되었지만, 정부의 승인을 받았고 영국이 보스턴을 점령한 1776년까지 74년간 운영되었다. 《하트포드 쿠란트》는 미국에서 가장 오래 지속적으로 발행되는 신문으로 여겨지지만, 그 지위에 대한 논쟁이 있다. 1765년 인지세법 이전에는 식민지 전체에 24개의 신문이 있었으며, 뉴저지는 이웃 필라델피아와 뉴욕의 신문에서 소식을 얻었다. 1787년 토머스 제퍼슨은 언론의 자유에 대한 많은 인쇄업자들의 공통된 정서를 표현하며 다음과 같이 말했다. "우리에게 신문 없는 정부를 가질지, 아니면 정부 없는 신문을 가질지를 결정해야 한다면, 나는 후자를 선택하는 데 한 순간도 주저하지 않을 것이다."
18세기 초, 보스턴에는 다른 모든 식민지를 합친 것보다 두 배 많은 인쇄업자가 있었다. 미국 신문은 6개뿐이었고, 그 중 4개는 보스턴에서 발행되었다. 당시 발행된 책과 소책자의 대부분은 보스턴 인쇄물을 사용했으며, 이는 매사추세츠 동부를 식민지 미국의 문학 및 인쇄 중심지로 만들었다.
식민지 신문은 1740년대 초에 발생한 기독교 부흥주의 논쟁에서 적극적인 역할을 했다. 이 논쟁은 보스턴에서 시작되어 그곳을 중심으로 전개되었으며, 토머스 플리트는 가장 눈에 띄는 비평가 중 한 명으로, 자신의 《보스턴 이브닝 포스트》를 사용하여 기성 성직자에 대한 비판을 게재했고, 토마스 프린스의 신문인 《더 크리스천 히스토리》도 마찬가지였다.
미국 독립 혁명 이전과 그 기간 동안 존재했던 수십 개의 신문들 중 많은 신문들이 식민지 정부를 비판하고, 언론의 자유와 기타 자유를 옹호하며, 미국 독립의 대의를 증진시키는 면에서 매우 주목할 만했다. 신문들은 이러한 목적을 쉽게 달성했는데, 혁명 이전에 이미 식민지 주민들에게 없어서는 안 될 정보원이 되었고, 인쇄물의 배포를 전체 공동체에 정보를 제공하고 그들이 받아들인 자유의 이상을 홍보하는 필수적인 수단으로 여겼기 때문이다. 신문은 또한 1787~1788년에 헌법이 비준될 때 공공 논쟁을 개괄하는 데 중요한 역할을 했다.

#### 미국 독립 혁명
독립된 미국 연합이라는 생각은 프렌치 인디언 전쟁 이후에 영국 의회가 전쟁 중 영국이 부담한 빚 때문에 식민지에 막대한 세금을 부과하기 시작하면서 나타나기 시작했다. 1774년까지 독립 연합이라는 생각은 아직 영국 본토와의 완전한 분리를 의미하지 않았고, 식민지가 여전히 영국 제국의 필수적인 구성 요소이며 왕과 의회의 권위 아래 있을 것이라고 가정했다. 1773년 말, 보스턴 차 사건 이후, 자체 정부를 가진 식민지 독립 연합이라는 생각이 다양한 신문 기사와 에세이에 등장하고 홍보되기 시작했으며, 보복과 기소를 두려워한 익명의 신문 편집자들이 익명으로 작성하는 경우가 많았다. 그들은 미국을 대변할 "미국 의회"의 필요성을 주장했으며, 독립된 미국 의회가 영국 당국과 동등한 지위를 가져야 한다고 단호히 주장했다. 보스턴 차 사건 이후, 영국은 참을 수 없는 법으로 대응했는데, 이는 다른 조치들과 함께 번화한 보스턴 항구를 폐쇄했다. 이 침략 소식은 신문과 브로드사이드에 빠르게 퍼졌고, 이에 대응하여 다양한 식민지들은 교역이 크게 중단된 매사추세츠를 지지하기 위해 필라델피아로 대표자들을 보내 제1차 대륙회의를 결성했다.
이 법들을 폐지하도록 영국에 압력을 가하기 위해, 그들은 영국 상품의 식민지 전역 불매 운동을 요구하는 대륙 연합을 결성했다. 많은 역사가들이 식민지 독립을 향한 첫 번째 중요한 단계로 간주했지만, 이는 조지 3세를 분노하게 할 뿐이었다. 몇 달 안에 그는 영국군을 보스턴으로 보냈고, 그곳에서 그들은 1775년 4월 렉싱턴 콩코드 전투에 참가했으며, 이는 미국 독립 전쟁의 첫 전투였다. 전쟁으로 인해 많은 인쇄업자들이 매사추세츠를 떠나 다른 곳으로 가게를 옮기거나 문을 닫았다. 《보스턴 가제트》와 《프로비던스 가제트》와 같은 신문들은 미국 독립 사상을 고취하는 문헌을 발행하는 데 가장 눈에 띄는 역할을 했으며, 이는 이제 식민지 전체에서 대중적인 지지를 얻고 있었다.

### 출판물
미국 식민지에서 처음 등장한 잡지 《디 아메리칸 먼슬리 매거진》은 1741년 2월에 앤드루 브래드퍼드가 인쇄하고 존 웹이 편집했다. 미국에서 출판된 최초의 종교 정기간행물은 1764년에 사워가 발행한 《아인 가이스트리헤스 매거진》이었다. 1719년에 보스턴에 《보스턴 가제트》가 창간되었고, 필라델피아 최초의 신문인 《디 아메리칸 위클리 머큐리》는 앤드루 브래드퍼드가 창간했다.
1736년, 버지니아에서 최초로 등장한 신문은 윌리엄 린드가 버지니아에서 창간한 《버지니아 가제트》였다. 린드는 곧 공공 인쇄업자로 임명되었다. 이 가제트는 토머스 제퍼슨이 독립선언서를 작성하기 2년 전인 1774년에 그의 《영국령 아메리카의 권리에 대한 간략한 견해》를 인쇄했다. 또한 1774년에 버지니아 가제트는 제1차 대륙회의 회원들이 참을 수 없는 법에 대응하여 영국 상품 불매 운동과 영국으로의 수출 금지를 요구하며 작성하고 서명한 대륙 연합의 조항들을 재인쇄했는데, 이는 식민지들을 영국 상품 불매 운동과 영국으로의 수출 금지에서 단결시켰다. 이 연합의 조항들은 식민지 주민들과 영국 내 다양한 미국 및 영국 개인들로부터 엇갈린 반응을 얻었으며, 이 조치에 찬성하고 반대하는 편지들이 식민지 신문에 실렸고, 비판은 주로 온건파 또는 왕당파 언론에서 나왔다.
1775년 4월 22일, 렉싱턴 콩코드 전투 사흘 후, 《버지니아 가제트》는 윌리엄스버그에 있는 다량의 화약이 던모어 경의 명령으로 밤사이에 도난당했다고 보도했다. 이 소식은 빠르게 퍼져 《펜실베이니아 이브닝 포스트》에도 반복되었다. 이 뉴스 보도는 이후 던모어가 화약 값을 지불하게 했고, 한동안 버지니아에서의 무력 충돌을 막았다.
《뉴잉글랜드 쿠란트》는 1721년 8월 7일 월요일, 보스턴에서 세 번째로, 식민지에서는 네 번째로 등장한 신문이다. 벤저민 프랭클린의 형인 제임스 프랭클린이 보스턴에서 창간했는데, 보스턴 가제트의 소유권이 바뀌고 인쇄 작업이 새뮤얼 닐랜드에게 넘어가면서 인쇄 일자리를 잃은 것에 대한 보복으로 시작했다. 사일런스 도굿이라는 가명으로 벤저민 프랭클린은 10개가 넘는 기사를 썼다. 그 중 한 기사로 인해 제임스 프랭클린은 1726년 영국 식민지 당국에 의해 한 달간 수감되었는데, 저자의 신원을 밝히기를 거부하자 선동적인 기사로 간주되는 것을 인쇄했다는 이유였다. 풀려난 후, 제임스는 인쇄업을 재개했다. 프랭클린의 신문은 불과 넉 달 만에 폐쇄 명령을 받았는데, 그 내용은 "이 법원에서 뉴잉글랜드 쿠란트 또는 이와 유사한 성격의 다른 소책자나 문서를 인쇄하거나 출판하는 것을 엄격히 금지하며, 본 주의 국무장관의 사전 감독 없이는 금지한다; 그리고 서퍽 카운티 국왕 폐하의 평화 법원 판사들은…"이었다.
1729년 10월 2일, 필라델피아 《펜실베이니아 가제트》의 소유주인 새뮤얼 카이머는 이 신문을 성공시키지 못하고 빚에 시달리다가 바베이도스로 도주하기 전에 《가제트》를 벤저민 프랭클린과 그의 파트너 휴 메레디스에게 팔았다. 프랭클린 아래에서 《가제트》는 식민지에서 가장 성공적인 신문이 되었다. 1732년 12월 28일, 프랭클린은 《가제트》를 통해 리처드 손더스 필로마트의 《더 푸어 리처드》(더 잘 알려진 이름은 《가난한 리처드의 연감》) 초판을 인쇄 및 출판했다고 발표했다. 이 연감은 25년 이상 인쇄되어 엄청난 성공을 거두었다.
1744년 6월 19일, 프랭클린은 영국에 있는 동안 윌리엄 스트라한이 소개한 데이비드 홀을 사업 파트너로 삼고 《가제트》의 관리자로 임명하여, 프랭클린이 과학 및 다른 관심사를 추구할 시간을 가질 수 있도록 했다. 인지세법 제안이 나오자 홀은 프랭클린에게 신문 구독자들이 이미 인기 없는 세금 때문에 계정을 취소하고 있다고 경고했다. 이는 신문 비용 증가 때문이 아니라 원칙 때문이었다. 1766년 5월 프랭클린의 지분을 인수한 후, 홀은 다른 파트너를 맞아들이고 홀 앤 셀러즈라는 새로운 회사를 설립했으며, 이 회사는 미국 독립 전쟁 동안 의회가 발행한 대륙 통화 지폐를 인쇄했다.
제임스 데이비스는 1749년 노스캐롤라이나 주에 도착하여, 의회의 요청에 따라 법률, 법률 저널 및 지폐를 인쇄할 공식 인쇄업자를 맡았다. 그는 그 식민지에서 인쇄소를 설립한 최초의 인쇄업자가 되었으며, 그 과정에서 노스캐롤라이나 최초의 신문인 《노스캐롤라이나 가제트》를 창간하고 인쇄했다. 1755년 벤저민 프랭클린은 데이비스를 노스캐롤라이나의 초대 우체국장으로 임명했다.
코네티컷에 설립된 최초의 신문은 1755년 4월 12일 뉴헤이븐에서 제임스 파커가 발행한 주간지 《코네티컷 가제트》였다. 이 식민지의 최고 신문으로서, 이는 프렌치 인디언 전쟁의 사건들을 보도하는 군사 기록 역할을 했다. 파커의 파트너는 인쇄업자들이 사업을 시작하는 것을 자주 도왔던 벤저민 프랭클린이었다. 그 해 파커는 또한 10개의 종교 소책자, 5개의 연감, 그리고 2개의 뉴욕 신문을 발행했다. 그는 뉴헤이븐을 거의 방문하지 않았고, 그의 주니어 파트너인 존 홀트를 신문의 편집자로 남겨두었다. 《가제트》는 한동안 코네티컷 식민지 전역에서 대규모 발행 부수를 기록했다. 《가제트》는 1764년까지 파커 앤 컴퍼니에 의해 계속 발행되었고, 잠시 중단되었지만, 후에 벤저민 메콤에 의해 다시 발행되었다. 앞면에 인쇄된 표어는 "약간의 일시적인 안전을 위해 본질적인 자유를 포기하는 자들은 자유도 안전도 받을 자격이 없다"였다. 《가제트》는 그 시대의 다른 신문들과 마찬가지로 인지세법에 대해 매우 비판적이었다.
프로비던스에 있는 유일한 신문이었던 《프로비던스 가제트》는 1762년 10월 20일 윌리엄 고다드에 의해 처음 발행되었고, 나중에는 그의 여동생 메리 캐서린 고다드와 함께 발행되었다. 《프로비던스 가제트》는 주간으로 발행되었으며, 혁명 이전에 식민지의 권리를 열렬히 옹호했고 전쟁 중에는 국가의 대의를 훌륭하게 지지했다. 전쟁 이후 미국 독립이 확립된 후에도 연방 공화주의 원칙을 계속해서 홍보했다.
윌리엄 고다드가 발행한 《펜실베이니아 크로니클》은 1767년 1월 6일 초판이 발행되었으며, 필라델피아에서 영어로 발행된 네 번째 신문이자 북부 식민지에서 페이지당 네 개의 칼럼을 가진 최초의 신문이었다.
존 던랩은 제2차 대륙회의로부터 독립선언서 브로드사이드 200부를 인쇄하라는 위임을 받았는데, 이는 주로 토머스 제퍼슨이 작성했고 1776년 7월 4일 제2차 대륙회의에서 만장일치로 채택되었다. 이 사본들은 《던랩 브로드사이드》로 알려지게 되었다. 존 핸콕은 이 사본을 뉴욕에 있던 워싱턴 장군과 그의 대륙육군에게 보냈으며, 독립선언서를 대륙군 병사들에게 낭독하도록 지시했다.
《펜실베이니아 이브닝 포스트》는 1775년부터 1783년까지 혁명 전쟁 동안 벤저민 타운이 발행한 신문이었다. 《펜실베이니아 이브닝 포스트》는 독립선언서를 게재한 최초의 신문이자 미국에서 창간된 최초의 일간지였다.
1740년 영국령 아메리카에는 모두 주간으로 발행되는 16개의 신문이 있었다. 미국 독립 전쟁이 1775년에 시작될 무렵에는 그 수가 37개로 늘어났으며, 대부분의 신문들이 미국 애국자의 대의와 영국으로부터의 독립을 지지하는 사설을 실었다.

## 언론의 자유

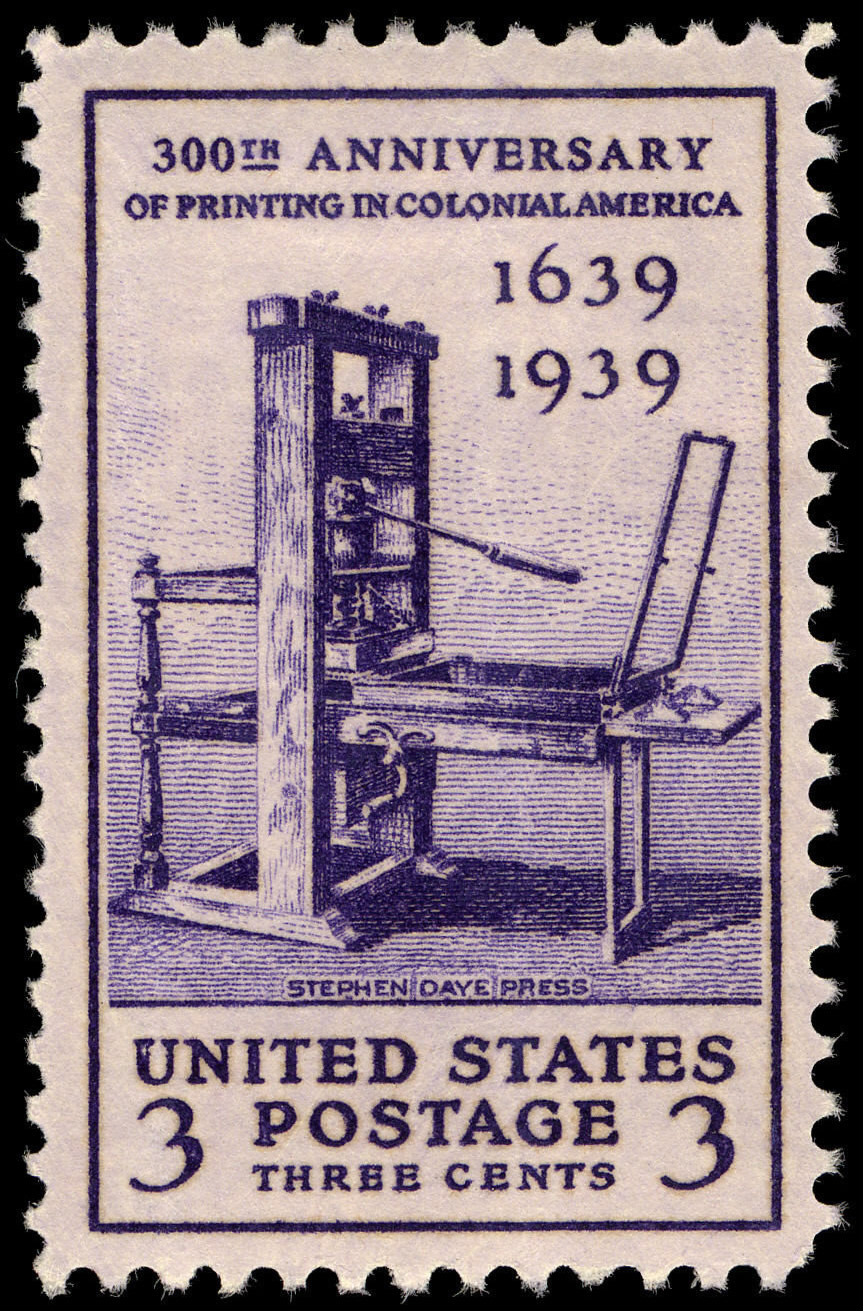
1939년 미국 우정청은 존 데이의 인쇄기를 묘사하고 식민지 시대 출판 300주년을 기념하는 우표를 발행했다.

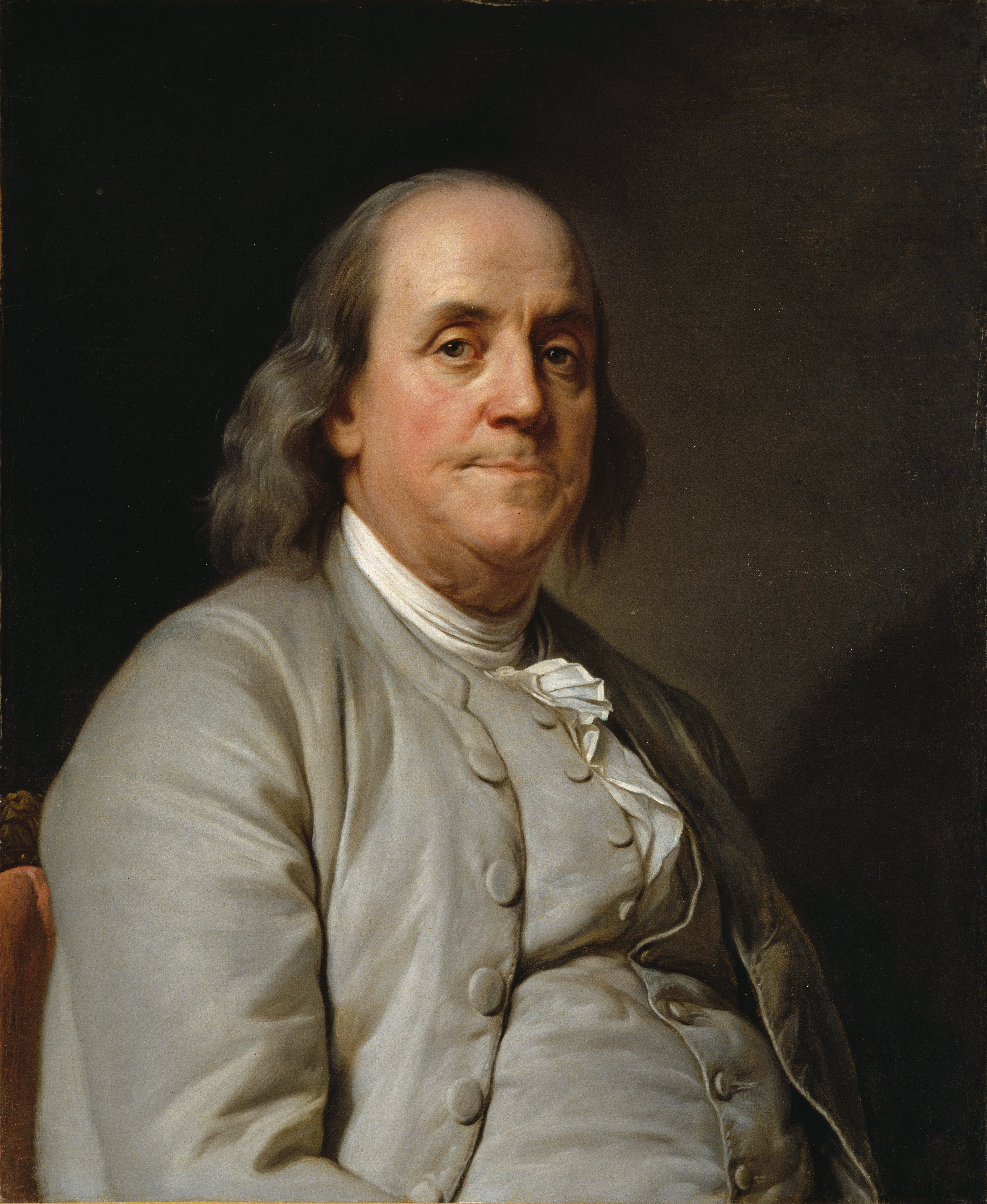
18세기 초부터 벤저민 프랭클린은 13개 식민지에서 가장 활동적인 인쇄업자이자 출판업자가 되었다.

잉글랜드의 종교 개혁을 홍보하는 문헌을 인쇄하던 많은 영국 인쇄업자들은 헨리 8세와 메리 1세 여왕(모두 성공적이지 못하게 종교 개혁 운동을 되돌리려 했던 가톨릭 신자들)의 통치 아래 종교적, 정치적 박해를 피하여 유럽 대륙이나 신세계로 도피했다. 존 데이는 프로테스탄트 문헌과 소책자를 인쇄하고 배포하며 이러한 현상의 명확한 사례를 보여주었다. 동시에 총회는 인쇄소를 설립하고 식민지에서 입법 행위를 인쇄할 공식 인쇄업자를 임명해야 할 필요가 있었다.
인쇄술의 발명으로 일반 계층에게 강력한 도구가 주어졌고, 이들은 자연스럽게 군주제 권위에 공개적으로 도전하려는 경향을 보였다. 비교적 짧은 시간 안에 인쇄술의 잠재적 영향력은 많은 국가에서 분명해졌고, 지배 계층의 검열 노력에도 불구하고 시간이 지남에 따라 증가했다.
1660년, 마마듀크 존슨은 존 엘리엇이 인디언 언어로 번역한 성경을 인쇄하기 위해 영국에서 새뮤얼 그린과 함께 일하도록 파견되었다. 이 거대한 작업이 완료되자 존슨은 영국으로 돌아갔고, 1년 안에 자신만의 인쇄기를 가지고 식민지로 돌아와 개인 사업을 시작할 의도였다. 법원 승인 및 면허를 요구하는 법률은 폐지되었으나, 존슨이 돌아오자 존슨을 특별히 염두에 두고 법률이 다시 시행되었다. 법원에 여러 차례 항소했지만, 마침내 존슨의 요구를 받아들였으며, 몇 가지 제한을 두었다. 1674년에 존슨은 미국 식민지에서 자신만의 인쇄기를 운영하는 최초의 인쇄업자가 되었다. 불행히도 존슨은 그 해에 곧 사망하여 그 꿈을 이루지 못했다. 존 포스터는 존슨의 장비를 구입하여 미국 식민지에서 최초로 목판화(리처드 매더의)를 제작한 인쇄업자가 되었으며, 개인적으로 운영되는 인쇄소에서 작업을 시작했다.
1660년 이전에는 선동적인 뉴스 보도와 관련된 기소는 식민지에서 거의 알려지지 않았지만, 1600년대 후반에 변화의 양상이 분명해졌다. 선동과 관련된 기소는 1660년대 0.7%에서 1690년대 15.1%로 증가했다. 비록 혐의가 거의 항상 진실을 포함하고 있었지만, 식민지에서는 분명히 증가하는 추세였다. 역사가 래리 D. 엘드리지(Larry D. Eldridge)는 젱어 사건 이전에 1,244건의 선동적인 발언 기소가 있었고, 1700년 이전에 존재했던 모든 식민지의 법원 기록을 참고했다고 언급한다. 이 시기에 많은 작가들은 기소와 인쇄기 압수를 두려워하여 가명으로 글을 쓰는 것이 필요하다고 느꼈다.
인쇄가 청교도 식민지 당국에 의해 경계심을 가지고 여겨졌고, 운영을 위해 총회의 허가를 요구했기 때문에 인쇄업은 천천히 발전했다. 세일럼은 케임브리지와 보스턴에 이어 식민지에서 세 번째로 인쇄기가 도입된 도시였고, 뉴포트가 곧 뒤를 이었다. 많은 인쇄업자들이 다양한 식민지 당국에 대한 비판적인 내용을 출판했다는 이유로 선동과 명예훼손 혐의를 받았다. 그러한 최초의 중요한 언론 검열 사건은 1696년 토머스 모울의 재판에서 나타났는데, 그는 세일럼 마녀 재판 중 하나에서 청교도인들의 행동을 공개적으로 비판했다. 그는 자신의 저서 《진실은 굳건히 지켜졌다》를 출판했다는 이유로 주에서 최초로 명예훼손 죄로 기소되었다. 모울은 존 히긴슨 목사가 "거짓을 설교했으며, 그의 가르침은 악마의 교리였다"고 말한 죄로 열 번의 채찍질을 선고받았다.
1727년 제임스 프랭클린이 도착하면서 뉴포트 (로드아일랜드주)는 뉴잉글랜드에서 네 번째로 인쇄기를 가진 도시가 되었다. 프랭클린은 1722년에 자신의 신문 《뉴잉글랜드 쿠란트》에서 다양한 관리 및 종교 고위 인사들을 비판하여 투옥되는 등 겪었던 시련 때문에 보스턴에서 더 자유로운 도시인 뉴포트로 이주했다.
또 다른 명확한 사례는 1735년 뉴욕에서 윌리엄 코스비 총독을 비방했다는 혐의로 재판을 받은 존 피터 젱어 사건이었다. 하지만 젱어의 주장이 사실이라는 이유로 무죄 판결을 받았다. 이 랜드마크 사건은 식민지에서 언론의 자유를 확립하는 데 중요한 단계임이 입증되었다. 영국 정부는 이후 식민지에서 행해지는 인쇄 및 출판업이 자신들의 권위를 훼손한다고 느꼈다.
17세기 중반부터 18세기 말까지 인쇄 기술은 거의 변화가 없었지만, 그 유용성은 이 기간 동안 상당히 확대되었다. 최초의 인쇄기는 1638년 식민지에 도착했다. 그것은 엘리자베스 글로버의 소유였고 스티븐 데이에 의해 운영되었는데, 하버드 대학교 설립의 일부였다. 이 인쇄기는 의회의 간섭을 두려워하지 않고 종교 서적을 인쇄할 수 있도록 설립되었다. 첫 인쇄물은 1639년 1월에 발행된 프리맨의 맹세였다. 이 인쇄기에서 인쇄업자들이 훈련을 받았고, 그들의 책, 소책자, 브로드사이드는 뉴잉글랜드에서 계몽 운동을 촉진하고 유지하는 데 기여했다. 인쇄기, 책, 신문은 주로 북부 식민지에서 발견되었는데, 남부 식민지는 왕실 또는 사유 식민지였으며 초기 역사 동안 북부 식민지처럼 자치권을 행사할 수 없었기 때문이었다.
1752년, 미국 유니테리언 교회의 창시자인 조나단 메이휴는 매사추세츠 식민지 정부를 공개적으로 비판했다. 메이휴의 설교 중 하나는 선거 기간 동안 공화정 정부 형태를 강력히 옹호했다. 그의 설교는 식민지 의회가 다양한 관세 부과 법안을 통과시킨 직후에 출판되었다. 이 법안은 새뮤얼 애덤스의 신문인 《디 인디펜던트 애드버타이저》의 논평에서 "모니터 중의 모니터"라고 비판받으며, 입법부가 신랄하게 다루어졌다고 주장했다. 메이휴의 설교가 출판되자마자 이는 식민지 당국 사이에서 경각심과 경악의 원인이 되었다. 인쇄업자인 데이비드 파울은 인쇄업자인 제카리아 파울의 형제였는데, 체포되어 신문 기사의 저자 신원을 밝히기를 거부하여 며칠 동안 감옥에 수감되어 심한 심문을 받았다. 파울은 매사추세츠 정부에 염증을 느껴 포츠머스로 이주하여 《뉴햄프셔 가제트》를 인수했으며, 그곳에서 1765년 인지세법을 공개적으로 비판할 것이었다.

## 종교 관련 인쇄물

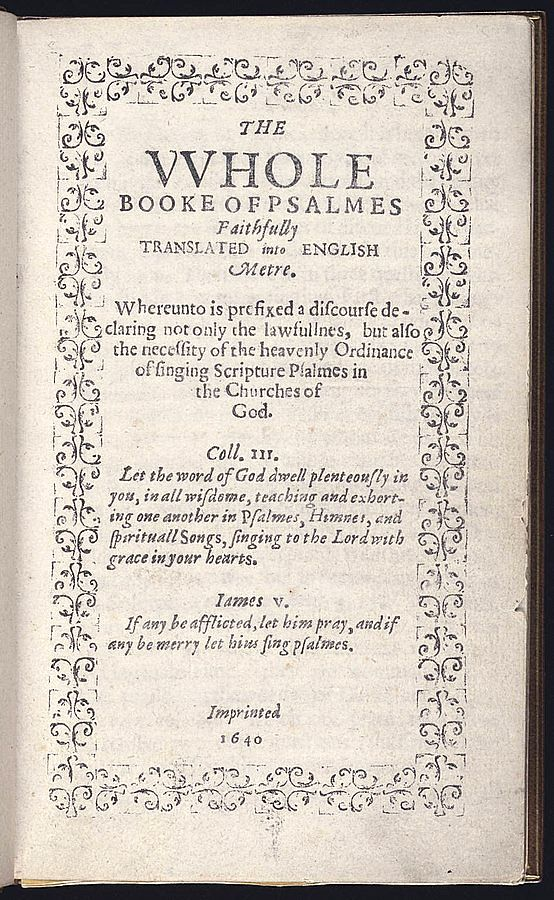
스티븐 데이가 1640년 매사추세츠주 케임브리지에서 영어로 번역하고 출판한 《시편》은 영국령 아메리카에서 인쇄된 최초의 책이었다.

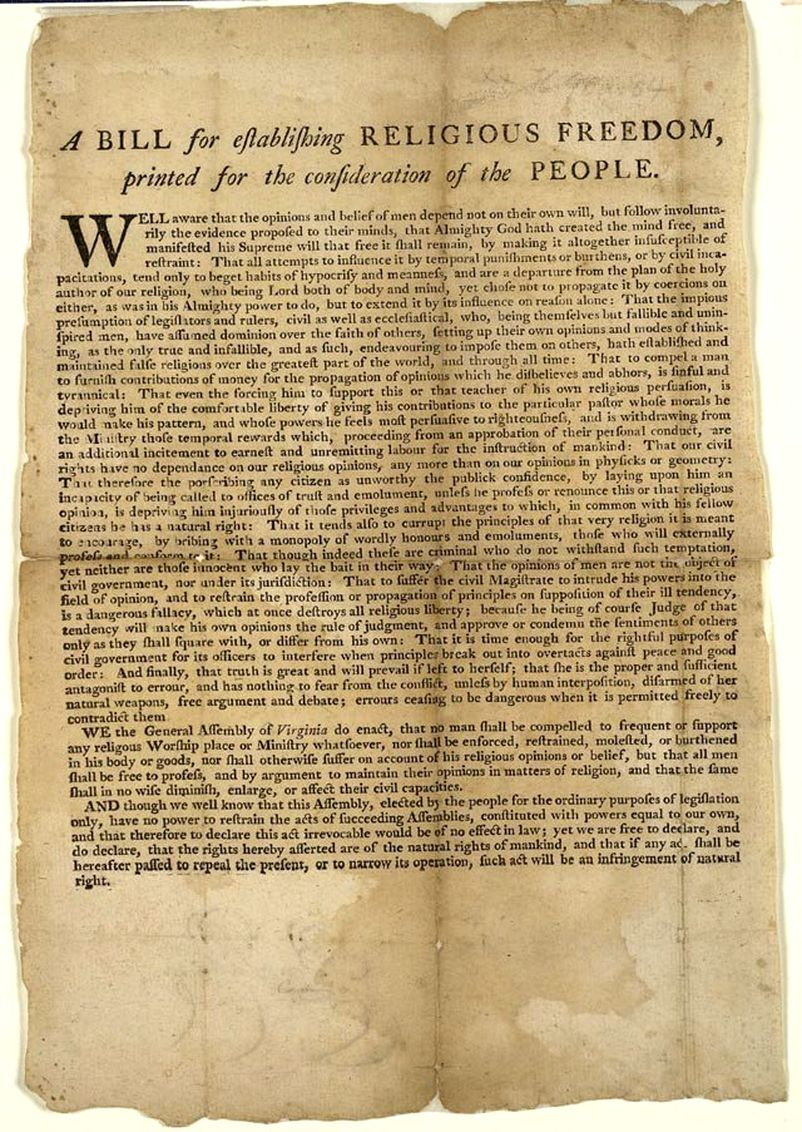
토머스 제퍼슨의 종교 자유 확립 법안은 1779년 버지니아주 윌리엄스버그에서 출판되었으며, 이 제안된 법안의 가장 초기에 알려진 인쇄본이다.

종교적 관점은 17세기 후반부터 18세기까지 식민지 미국 문학에서 두드러지게 나타났으며, 주로 청교도의 저술과 출판물에서 발견되었다. 이는 종종 영국 왕실로부터 명예훼손 및 선동 혐의를 받았다. 청교도인들은 영국에서 자신들의 견해를 인쇄하고 배포하며 잉글랜드 국교회를 공개적으로 비판하여 박해받은 역사를 가지고 있었다. 1637년 찰스 1세는 성실청 법령을 통과시켜 33개의 규정을 명시했는데, 이는 선동적이거나 기타 의심스러운 종교, 정치 또는 다른 문헌의 완전한 통제 및 검열을 규정했다. 다른 규정들 중에는 잉글랜드 국교회, 국가 또는 정부를 비판하는 어떤 문헌도 금지되었다. 이 법령은 모든 소수 집단에게 특히 가톨릭, 청교도, 분리주의자들에게 가혹하게 적용되었다. 이 조항들은 또한 청교도들을 침묵시키려는 노력으로 식민지에서 불법 출판물을 처벌할 권한을 부여했다. 특히 윌리엄 로드 대주교는 종교, 정치 및 기타 자료의 무단 인쇄를 막고 처벌하는 데 가장 끈질겼다. 그러나 1730년까지 인쇄소 허가, 출판 예정 문헌의 사전 승인 등을 포함한 이러한 조항의 식민지에서의 집행은 점점 더 어려워졌다.
1663년, 영국 청교도 선교사 존 엘리엇은 40년 동안 약 1100명의 인디언을 기독교 신앙으로 이끌었고, 그의 추종자들을 위해 14개의 보호 구역 또는 "기도하는 마을"을 세웠다. 다른 종교 서적과 함께 그는 《엘리엇 인디언 성경》으로 알려진 책을 출판했다. 새뮤얼 그린이 인쇄한 이 책은 인디언 민족에게 기독교를 소개하기 위한 노력으로 영국-미국 식민지에서 출판된 최초의 성경이었다. 엘리엇의 성경은 제네바 성경을 매사추세츠 인디언들이 흔히 사용하던 알곤킨어파 언어로 번역한 것이었다.
1752년, 새뮤얼 닐랜드와 그의 파트너 바톨로뮤 그린은 다니엘 헨치먼의 위임을 받아 킹 제임스 성경 판본을 인쇄했는데, 이는 미국에서 영어로 인쇄된 최초의 성경이었다. 영국 왕실이 인쇄권을 소유하고 있었기 때문에 이 성경을 미국에서 인쇄하는 것은 불법이었다. 따라서 이 인쇄는 가능한 한 비공개적으로 이루어졌으며, 무단 인쇄의 기소 및 적발을 피하기 위해 복사본의 런던 인쇄본을 그대로 따랐다. 그 과정에서 닐랜드는 보스턴 인쇄소에서 제작된 최초의 성경을 인쇄했다.
코튼 매더는 뉴잉글랜드의 청교도 목사이자 책과 소책자의 다작 작가이며 식민지 미국에서 가장 중요한 지식인 중 한 명으로 여겨진다. 매더는 뉴잉글랜드 식민지의 인쇄물을 자유롭게 사용했으며, 때로는 조지 키스 등이 청교도인들을 공격하는 것에 반박하기 위한 노력이었다. 1724년에서 1728년 사이에 그는 식민지 인쇄소에서 63개의 제목을 인쇄했다. 그는 1702년에 출판된 그의 결정적인 저서 《마그날리아 크리스티 아메리카나》로 유명한데, 이 책은 1620년부터 1698년까지 매사추세츠와 뉴잉글랜드의 다른 인근 식민지의 종교적 발전을 다루고 있다. 청교도 윤리를 장려하기 위해 그는 젊은 여성의 적절한 복장과 행동에 대한 《시온의 딸들을 위한 장식》을 썼다. 그는 1692~1693년 세일럼 마녀 재판을 둘러싼 사건에 연루되어 논란의 인물이 되었다.
필라델피아에서 벤저민 프랭클린의 제자이자 그린 가문의 일원이었던 조나스 그린은 청교도 식민지의 인쇄기를 운영하는 데 종사했다. 그린은 28년 동안 메릴랜드 주의 공공 인쇄업자였다. 프랭클린의 친한 친구였던 조지프 갤러웨이는 토리로서 혁명에 반대했고, 1778년에는 영국으로 도피했다. 많은 토리들과 마찬가지로 그는 이 소책자에서 주장했듯이, 혁명이 상당 부분 장로교도들에 의해 발생한 종교적 분쟁이라고 믿었다. 또한 그들이 인쇄하고 배포한 회람 편지 및 기타 기록들에 의해서도 발생했다고 믿었다. 그러나 장로교에서 자랐다가 잠시 이신론자가 되었고, 나중에는 무교파 개신교인이 된 벤저민 프랭클린은 전반적인 종교적 가치를 인쇄하고 홍보하는 것이 사회 구조를 강화하고 영국의 지배에 대한 식민지의 반대를 결집시키는 수단으로서의 가치를 깨달았다. 프랭클린은 궁극적으로 18세기 미국 인쇄업자 중 가장 많은 종교 서적을 출판했다.
1754년 필라델피아에 도착한 토마스 돕슨은 미국에서 완전한 히브리어 성경을 출판한 최초의 인쇄업자였다. 1769년 필라델피아에 도착한 인쇄업자인 로버트 에이킨은 새로 형성된 미국에서 영어로 성경과 신약성경을 처음으로 출판했다.
주간지 《크리스천 히스토리》는 영국과 미국에서 종교의 부흥과 전파에 대한 다양한 기사를 실었다. 이 잡지는 닐랜드 & 그린이 발행하고 토마스 프린스 주니어가 편집인 겸 발행인으로, 1743년 3월 5일부터 1745년 2월 23일까지 2년 동안 정기적으로 발행되었다. 프린스는 그의 결정적인 1744년 저서 《1740-1-2-3년 보스턴의 종교 부흥 기록》을 포함한 다른 작품들도 집필했다.

## 식민지 과세

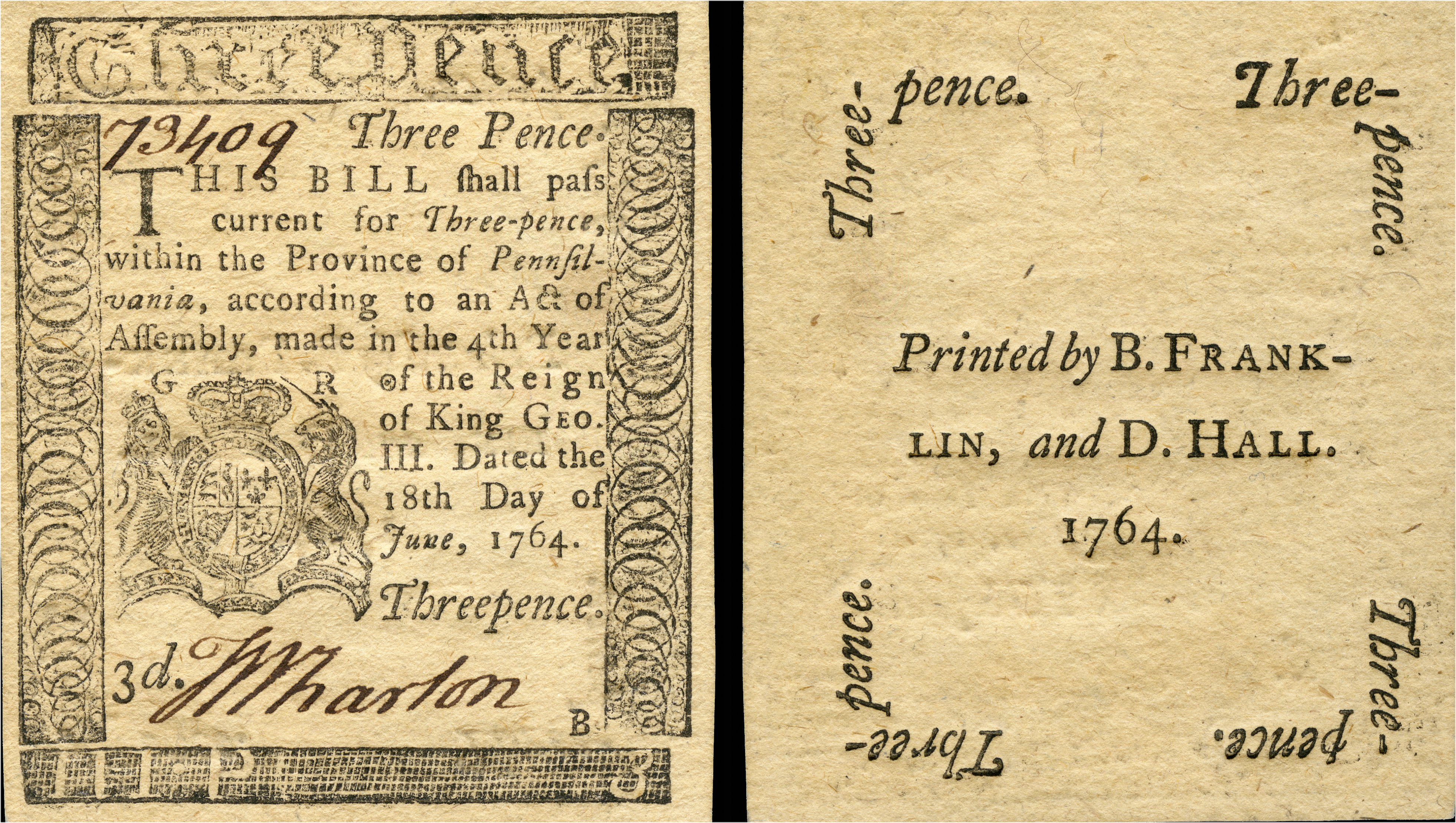
1764년에 인쇄된 영국령 아메리카 식민지 화폐인 3펜스 지폐

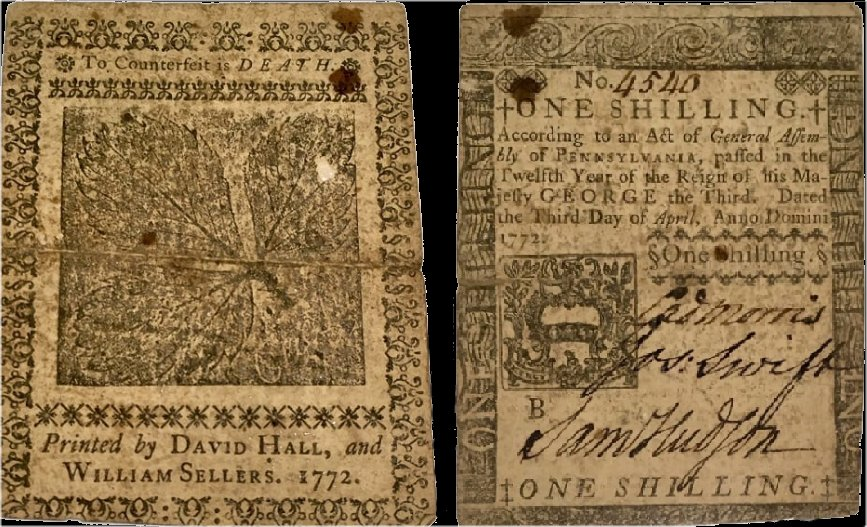
1772년에 인쇄된 영국령 아메리카 식민지 화폐인 1실링 지폐

비용이 많이 드는 프렌치 인디언 전쟁 이후, 영국은 막대한 빚을 지게 되었고, 의회에서 적절한 식민지 대표권 없이 식민지에 세금을 부과하기 시작했다. 이는 이미 재정적으로 어려움을 겪고 있던 많은 식민지 주민들에게 큰 우려를 불러일으켰으며, 대부분 미국 땅에서 벌어진 전쟁에 생명, 재산, 돈으로 이미 막대한 기여를 했다고 느꼈다. 얼마 지나지 않아 식민지 주민들의 무관심은 대규모 시위와 공개적인 반란으로 바뀌었고, 출판업자들과 인쇄업자들은 분노와 불공정함을 명확하게 표현하는 신문과 소책자를 발행하기 시작했다. 제임스 오티스 주니어와 새뮤얼 애덤스와 같은 유명 인사들은 식민지 과세에 가장 눈에 띄고 목소리를 높였던 반대자들 중 하나였으며, 그들의 목소리는 수많은 식민지 신문과 소책자를 통해 울려 퍼졌다.
보스턴은 혁명이 무력 충돌로 번지기 전 반란의 중심지였다. 1755년 4월 7일 이디스와 길에 의해 창간된 《보스턴 가제트》는 "애국자들의 애완동물"로 여겨졌다. 이 신문의 지면에는 미국 자유를 위한 뉴잉글랜드의 편집 논쟁이 실렸고, 새뮤얼 애덤스, 조지프 워런, 존 애덤스, 토마스 쿠싱, 새뮤얼 쿠퍼 등과 같은 인물들의 의견이 1764년 미국 세입법, 1765년 인지세법, 보스턴 학살, 1773년 차법 등 식민지에 대한 강요와 불공정으로 널리 여겨지던 문제들에 대해 실렸다.

### 인지세법
1765년, 신문과 광고, 등기, 유언장, 청구서, 서약서, 계약서 등 법적 서류에 세금을 부과하는 인지세법이 통과되자, 인쇄업자들은 이 법의 도덕성에 도전하는 매우 논쟁적인 기사를 발행하기 시작했는데, 이는 종종 왕실 식민지 당국으로부터 선동 및 명예훼손 혐의를 불러왔다. 신문 인쇄업자와 발행인들은 새로운 세금이 신문 및 기타 출판물의 비용을 크게 증가시킬 것이며, 독자층의 많은 수가 구독을 취소하게 될 것이라고 느꼈다. 많은 신문 편집자들은 가장자리에 검은색 테두리를 두르고, 인지세법을 강력히 비난하는 기사를 포함하여 인지세법에 항의했다. 일부 신문은 왕실 인장이 있어야 할 자리에 해골과 뼈가 있는 죽음의 머리를 인쇄했다. 이 법의 통과는 많은 인쇄업자들이 부당하다고 강력히 느꼈던 세금과 생계에 대한 부과를 지불하기보다 출판물을 중단하게 만들었으며, 이는 결국 법률에 대한 반대에서 그들을 단결시켰다. 신문은 인지세법에 가장 큰 사회적, 정치적 압력을 가한 수단이었으며, 1년도 채 되지 않아 이 법이 폐지되는 데 결정적인 역할을 했다.
《헌법 쿠란트》는 인지세법에 대한 대응으로 발행된 단일호 식민지 미국 신문이었다. 윌리엄 고다드가 앤드루 마블이라는 가명으로 인쇄한 이 신문은 인지세법을 강렬한 어조로 맹렬히 공격하여, 식민지 인쇄업자들과 왕실 식민지 관리들 모두의 주목을 받았다. 다른 예로는 《핼리팩스 가제트》가 있는데, 이 신문도 "주민들은 인지세법에 역겨워했다"고 선언하며 매우 비판적인 기사를 실었다. 이 신랄한 문단은 해당 주의 왕실 정부에 큰 불쾌감을 주었고, 발행인 앤서니 헨리는 왕실이 선동이라고 간주한 내용을 인쇄한 것에 대해 책임을 져야 했다.
영국에 있는 동안 벤저민 프랭클린의 《펜실베이니아 가제트》는 인지세법에 항의하여 1765년 10월 31일 발행이 중단되었고, 그 후 프랭클린의 파트너인 데이비드 홀은 기소를 피하기 위해 마스트헤드 없이 스탬프가 찍히지 않은 종이에 신문을 인쇄하기 시작했다.
자유의 아들들은 세금 운영 및 징수 책임이 있는 왕실 관리들을 위협하는 데 적극적인 역할을 했다.
신문들이 인지세법을 계속 공개적으로 비판하자 종종 폭력적인 시위가 확산되어 식민지 전역의 많은 세금 징수 위원들이 직장을 그만두게 되었다. 벤저민 프랭클린은 런던에서 식민지 대리인으로 봉사하는 동안, 의회에 이 법이 식민지와 영국 왕실 간의 적대감만 불러일으킬 것이라고 경고했다. 많은 항의 끝에 이 법은 1766년에 폐지되었다. 인지세법에 대한 신문 보도와 대중 시위는 식민지에 대한 영국 통치에 대한 최초의 심각한 식민지 도전을 상징했다.

### 타운젠드 법
인지세법의 실패와 폐지에 대한 응답으로 찰스 타운젠드가 도입한 타운젠드 법이 1767년에 의회에서 통과되었다. 이 법안에는 1767년 6월 26일에 통과된 1767년 세입법이 포함되어 있었는데, 이는 다시 종이, 납, 유리, 차에 세금을 부과했다. 10월에 세입법의 본문은 신문에 널리 인쇄되었고, 종종 비판적인 논평과 함께 실렸다. 인지세법과 마찬가지로 새로운 세금은 인쇄에 종이를 사용하고 인쇄 활자를 만드는 데 납을 사용해야 하는 인쇄업자들의 사업과 생계에 직접적인 위협이 되었기 때문이었다. 특히 이 법은 67가지 등급의 종이에 수입 관세를 부과했다.
얼마 지나지 않아 《보스턴 가제트》와 《펜실베이니아 크로니클》과 같은 신문들은 타운젠드 법에 반대하는 에세이와 기사를 게재하기 시작했다. 이 법에 비판적인 가장 주목할 만한 출판물 중 하나는 존 디킨슨이 쓴 《펜실베이니아 농부의 편지》라는 작품으로, 12통의 편지로 구성되어 있었는데, 이는 13개 식민지 전역의 많은 신문에 널리 읽히고 재인쇄되어 식민지 주민들을 왕실과 의회의 끊임없는 과세 관행에 대항하여 단결시키는 데 큰 역할을 했다. 윌리엄 고다드는 디킨슨의 작품을 처음으로 출판한 인쇄업자로, 그는 의회의 권한을 제한할 것을 제안하며 이 에세이들이 "모든 북아메리카 주민들의 진지한 관심을 받을 가치가 있다"고 썼다. 디킨슨의 작품은 데이비드 홀과 윌리엄 셀러스와 같은 인쇄업자들도 출판했으며, 이들은 이러한 법안에 공개적으로 도전하기 위해 자신들의 인쇄기를 사용한 인쇄업자들 중 하나였다. 새로운 세금은 또한 식민지 내 제지 공장 설립과 식민지 주민들이 자신들의 상품을 전반적으로 생산하려는 노력에 대한 유인책을 증가시켰다. 그러나 혁명으로 이어지는 다음 해에는 종이가 부족해졌다. 기존의 제지 공장은 수가 적었고 일반적으로 생산 능력이 제한적인 한두 개의 통 공장이었다. 수입이 줄어들기 시작하자 식민지 주민들이 자체적으로 물품을 생산해야 할 필요성이 급증했다. 종이를 절약하기 위해 신문은 가능한 한 가장 작은 크기로 인쇄되었고, 테두리를 위한 공간은 거의 없었다. 다른 경우에는 주간 신문이 새로운 세금과 그로 인한 종이 부족으로 충분한 이익을 낼 수 없어 발행을 중단했다.

## 미국 독립 혁명

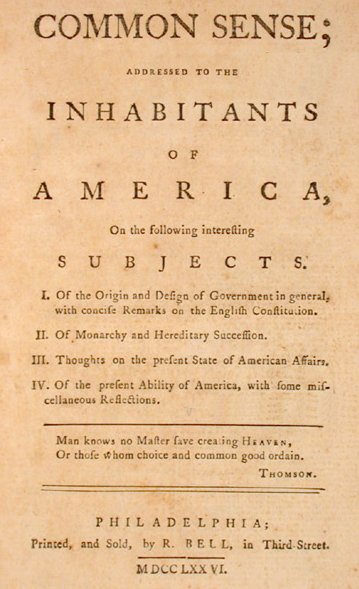
토머스 페인이 1776년에 출판한 《상식 (소책자)》는 미국 독립 혁명을 지지하는 가장 영향력 있는 작품으로 여겨진다.

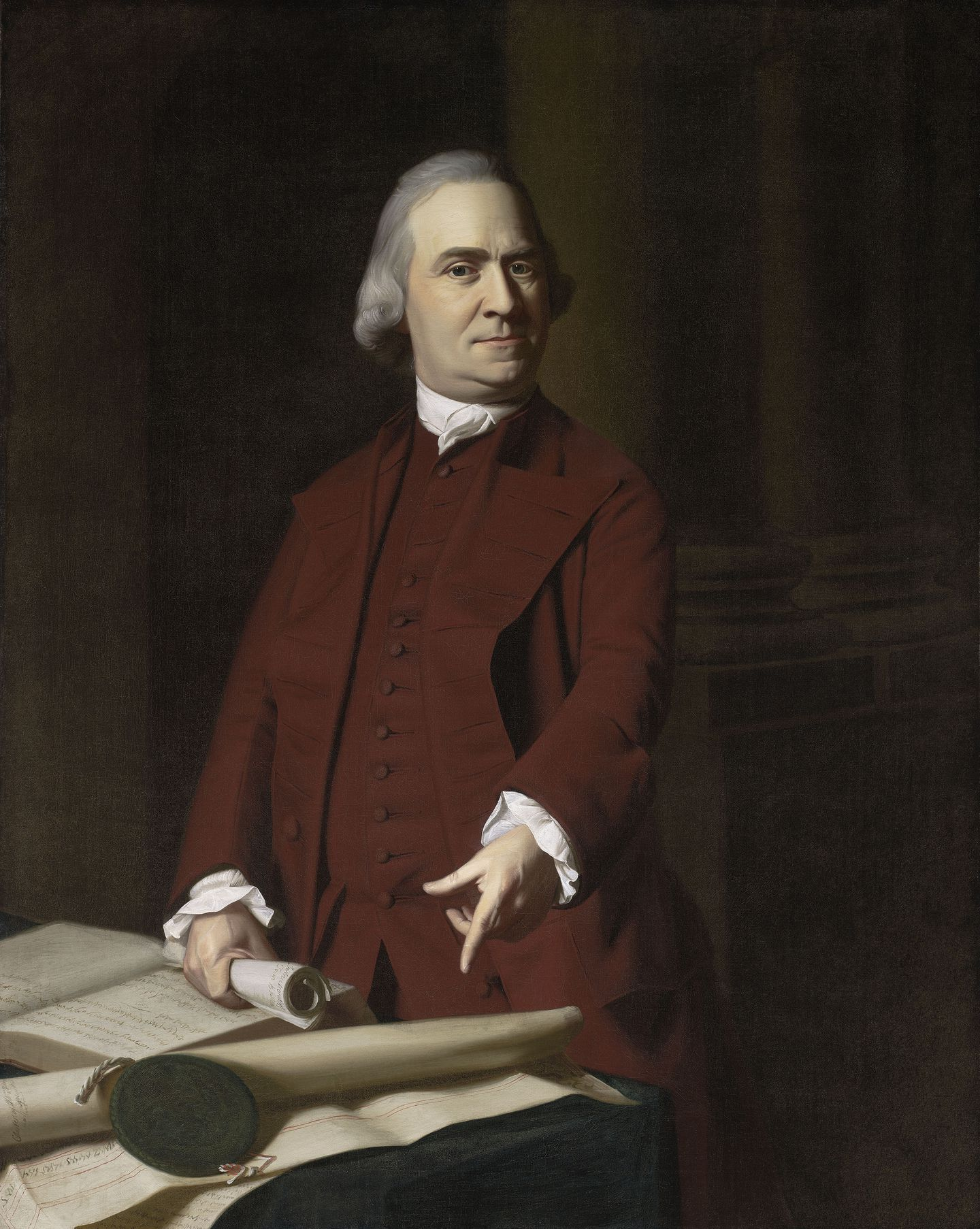
새뮤얼 애덤스의 혁명적 저술은 뉴잉글랜드 식민지 신문에 실렸다.

미국 독립 혁명의 초기 역사가 중 한 명인 데이비드 램지는 "미국 독립을 확립하는 데에는 펜과 인쇄술이 칼만큼의 공로가 있었다"고 말했다. 미국 혁명 이전과 그 기간 동안 수백 개의 소책자가 종교, 보통법, 정치, 자연권 및 계몽시대에 대한 다양한 주제를 다루며 인쇄되었는데, 이들은 대부분 혁명적 사상과 관련하여 작성되었다. 식민지 미국 역사가인 버나드 베일린은 자신의 광범위한 저작에서 이러한 소책자들이 혁명 뒤에 숨겨진 동기의 "내부적 시각"을 어떻게 드러내는지 설명하며, 때로는 일부 역사가들이 제시하는 전통적인 견해와 다르다고 지적한다.
수년 동안 역사가들은 미국 독립 혁명을 궁극적으로 초래한 이상을 촉진하는 데 다양한 종교적 교리가 미친 영향의 정도에 대해 논쟁을 벌여왔다. 그러나 많은 종교 작품들이 언론과 언론의 자유, 그리고 다른 자유의 이상을 장려하는 내용과, 신이 부여한 권리와 자유에 대한 침해로 여겨지는 것에 대해 영국 왕실을 공개적으로 비판하는 내용을 자주 제공했다는 것은 분명하다. 이러한 문제들은 혁명을 진전시키는 데 근본적이었다. 따라서 식민지 당국은 출판된 종교 문헌의 맥락에서 발생하는 모든 선동적인 진술을 항상 주시했다.
혁명 전쟁 이전 몇 년 동안 매사추세츠는 혁명을 지지하는 데 영향력 있는 역할을 했다. 보스턴은 왕실 당국에 의해 "선동의 온상"으로 여겨졌다. 이 시기에 인쇄업자들과 출판업자들은 독립 요구를 홍보하고 미국 식민지들을 그 목표로 단결시키는 데 근본적인 역할을 했다. 토머스 페인의 1776년 작품 《상식 (소책자)》는 도덕적, 정치적 논거를 제시하며 "전 혁명 시대에서 가장 선동적이고 인기 있는 소책자"로 여겨지며, 로버트 벨이 인쇄했다.. 페인의 작품에 대한 응답으로 제임스 챌머스는 칸디두스라는 가명으로 《평범한 진실》이라는 소책자를 썼는데, 이 역시 로버트 벨이 인쇄했으며, 애국적인 대중에게 잘 받아들여지지 않아 챌머스는 망명길에 올랐다.
"애국자"와 "왕당파"라는 개념은 1774년까지는 여러 면에서 완전히 구별되지 않았다. 식민지와 영국 간의 긴장이 고조되면서 독립이라는 사상이 중심적인 정치적, 사회적 문제로 떠올랐을 때 말이다. 많은 인쇄업자들은 인쇄업자들이 편을 들지 않고 다양한 정치적 이상이 자유롭고 공개적으로 논의될 수 있는 "자유롭고 개방된 언론"을 허용해야 한다는 자유 언론 원칙을 받아들였다.
신문은 각기 다른 문화와 종교를 가진 개별 식민지들을 자유라는 공통의 이익에 호소함으로써 크게 단결시키는 데 도움이 되었다. 독립과 혁명이라는 이상이 식민지 주민들 사이에서 받아들여지기 전에는 정착촌과 정부 형태, 종교, 문화, 무역, 국내 정책의 차이가 너무 커서 상황을 잘 이해하고 있던 벤저민 프랭클린은 온 나라의 억압만이 그들을 단결시킬 수 있다고 말했다. 이를 위해 그는 식민지 주민들이 자신들의 인간으로서의 권리가 특정 식민지에서 허용되는 권리보다 훨씬 더 중요하다는 생각을 깨달아야 한다고 믿었다. 새뮤얼 애덤스도 1765년에 "영국이 자신들의 자유를 파괴하기 위해 권력을 행사하지 않는 한" 미국인 전체가 통일하여 독립을 위해 싸우지 않을 것이라고 말했을 때 이를 인식했다. 새로운 종교 서적의 제목을 인쇄하기도 한 《보스턴 가제트》와 《매사추세츠 스파이》와 같은 신문들은 식민지 간의 종교적, 문화적, 정치적 격차를 해소하는 이상을 홍보하는 데 근본적인 역할을 했다.
혁명 이전에는 인쇄가 주로 각 식민지의 수도나 대도시에 국한되었다. 그러나 전쟁 중에는 많은 인쇄업자 및 출판업자들이 다른 마을에 사업장을 세워 영국군에 의해 그들의 인쇄기나 상점이 몰수되거나 파괴될 가능성을 줄였다. 마침내 독립이 1783년 평화 조약에 의해 확립된 후, 인쇄기와 신문은 해안 항구뿐만 아니라 거의 모든 주요 내륙 마을과 도시에서 매우 빠르게 증가했다. 미국 혁명 기간 동안 정치적 발전에 영향을 미친 인쇄물은 크게 두 가지 유형이 있었다. 소책자와 신문이다. 소책자는 식민지 주민과 왕실 사이의 논쟁 동안 혁명적 이상을 전달하는 중요한 수단이 되었다. 저명한 작가들이 가명으로 자주 썼으며, 학자들은 이를 혁명 시대의 주요 변화의 동인으로 언급했다.
1775년 4월 렉싱턴 콩코드 전투에서 전쟁이 발발하자 휘그당이 언론과 우편 네트워크를 장악하고 이를 이용해 토리당과 왕당파의 논쟁을 전복할 수 있다는 사실이 분명해졌다. 왕당파 선전물의 인쇄 및 출판은 이후 영국군의 통제 아래 있는 다양한 도시, 항구 및 주변 지역으로 국한되었다. 독립선언서가 공식적으로 영국 왕실에 발행된 후, 1776년부터 1783년까지 전쟁의 불안정성과 불확실성 속에서 다양한 시기와 장소에서 15개에 불과한 왕당파 신문이 등장했지만, 그 어떤 신문도 지속적으로 발행되지 못했다. 영국이 점령한 뉴욕시에는 휴 게인의 《뉴욕 가제트》와 《위클리 머큐리》를 포함하여 가장 오래 지속되고 가장 인기 있는 왕당파 신문이 있었다. 다른 신문으로는 리처드 드레이퍼가 발행한 선도적인 토리 신문인 《매사추세츠 가제트》, 알렉산더 로버트슨의 《로열 아메리칸 가제트》, 제임스 리빙턴의 《로열 가제트》, 윌리엄 루이스의 《뉴욕 머큐리》가 있었다. 리빙턴은 의심할 여지 없이 영국 편에 섰지만, 하부 식민지의 많은 왕당파와 마찬가지로 게인은 식민지 권리에 대해 동정심을 느꼈지만, 공개적인 반란과 폭력에 대한 혐오감을 가지고 있었다. 이 인쇄업자들 중 어느 누구도 실제 전쟁이 시작되기 전에는 영국 대의의 당파가 되지 않았고, 뉴욕시가 영국에 점령되면서 중립을 지키는 것은 거의 불가능해졌다. 1770년 이후 영국과의 식민지 긴장이 고조되면서 왕당파 신문은 광고 후원사의 대부분을 잃었다.
인쇄업자들은 다양한 정치인, 저명한 애국자 인물, 대륙회의에 전쟁 이전과 전쟁 중에 그들의 정치적, 사회적 견해 및 기타 기록을 전파함으로써 귀중한 서비스를 제공했다. 1768년 가을과 겨울에 보스턴의 새뮤얼 애덤스는 주로 《보스턴 가제트》에서 다양한 신문에 기고하는 데 바빴다. 《가제트》는 그의 주요 목소리이자 애국자 지도자들을 결집시키는 매개체 역할을 했다. 이 신문은 식민지에서 발생하고 있다고 여겨지는 불의에 대한 신랄하면서도 잘 쓰여진 기사로 유명했다. 애덤스는 이 신문을 통해 혁명 대의에 대한 불타는 기사를 썼다. 애덤스는 1768년 12월 19일 이 신문에 강력한 서한을 기고했으며, 역사가 제임스 켄들 호스머에 따르면, 이는 "뉴잉글랜드 사람들의 탁월한 정치적 감각을 더 잘 보여주는 예는 아마 찾을 수 없을 것"이라고 했다. 이를 통해 애덤스는 대표 없는 과세 문제에 대해 영국 의회를 맹렬히 공격했다. 즉, "사람의 것은 절대적으로 자신의 것이며, 그의 동의 없이 그에게서 빼앗을 권리는 아무도 없다는 자연과 헌법의 근본 원칙으로 압박받을 때"라는 것이었다. 코트 스트리트의 보스턴 가제트 사무실은 또한 조지프 워런, 제임스 오티스 조시아 퀸시, 존 애덤스, 벤저민 처치 등 다른 주목할 만한 애국자들을 포함한 다양한 혁명 인물들의 회의 장소로도 기능했다. 이들 중 다수는 일반적으로 자유의 아들들에 속했다. 이들 그룹에서 새뮤얼 애덤스는 점점 더 강력하고 저명한 인물로 부상했으며, 그의 저술은 먼 곳의 신문에도 실렸다.
《메릴랜드 가제트》의 창립자인 존 던랩은 당시 가장 성공적인 아일랜드계 미국 인쇄업자 중 한 명이었다. 그는 미국 독립선언서와 토머스 제퍼슨의 《영국령 아메리카의 권리에 대한 간략한 견해》의 첫 사본을 인쇄했다. 1778년, 의회는 던랩에게 의회 기록을 인쇄하도록 위임했고, 그는 5년 동안 공식 인쇄업자로서 이 역할을 계속했다. 던랩과 그의 파트너 데이비드 클레이폴은 연합규약을 인쇄하고 의회에 "…우리는 해당 연합의 내용을 직간접적으로 공개하지 않을 것입니다"라고 맹세했다.
매슈 캐리는 아일랜드의 한 신문인 《자원봉사자 저널》을 인쇄하고 출판했다는 이유로 박해를 피해 미국 식민지로 도피한 여러 인쇄업자 중 한 명이었다. 이 신문은 반영국 자원봉사 운동을 홍보했으며, 당시 영국 왕실은 이를 당연히 선동적인 문헌으로 간주했다.
1777년 대륙회의는 메리 캐서린 고다드에게 식민지들 사이에 배포하기 위한 독립선언서 사본을 인쇄하도록 위임했다. 이 사본들 중 다수는 대륙회의 의장인 존 핸콕과 상임 비서인 찰스 톰슨이 서명했으며, 역사가들과 수집가들이 찾고 있다.

## 혁명 후

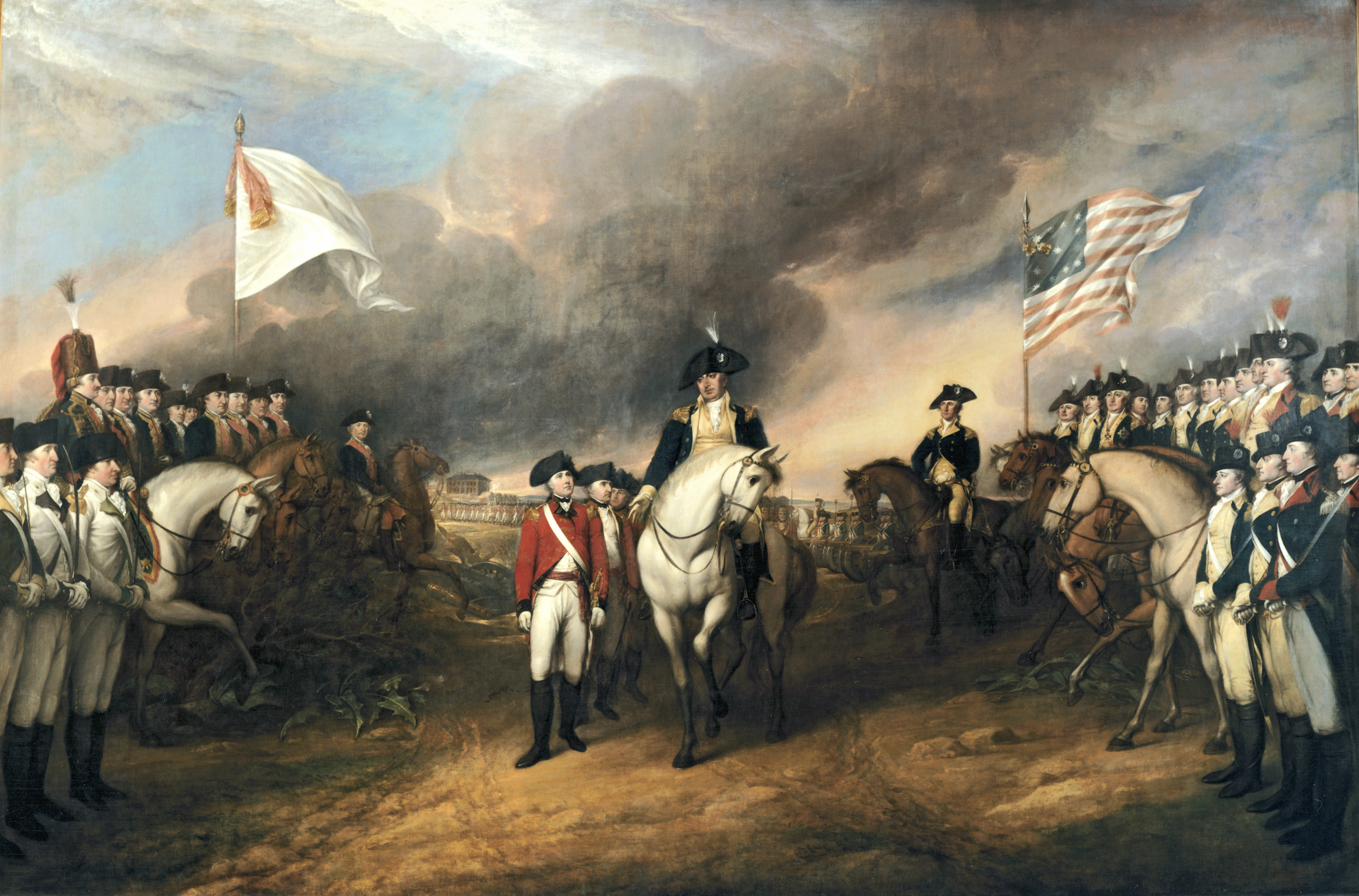
요크타운 전투에서 찰스 콘월리스 경이 조지 워싱턴 장군에게 항복하는 모습

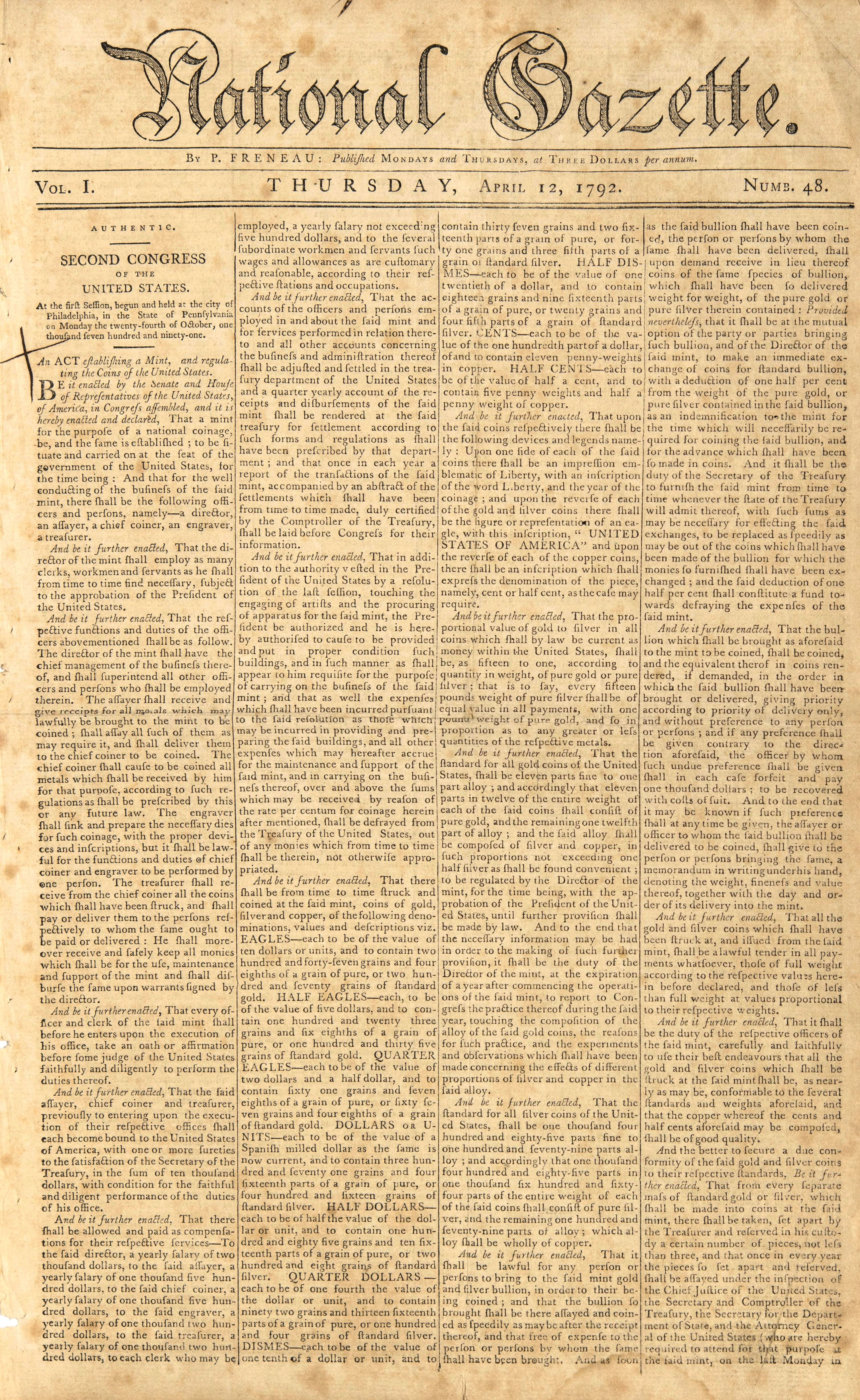
《내셔널 가제트》의 1792년 4월 12일자

혁명 전쟁이 끝나갈 무렵, 요크타운 전투에서의 애국자들의 승리는 전역 전, 중, 후에 걸쳐 미국과 영국 신문 모두에서 잘 다루어졌다. 임박한 포위 공격을 예상하여 《매사추세츠 스파이》는 전투 2주 전인 1781년 9월 13일에 다음과 같이 보도했다.
"워싱턴 장군은 프랑스군을 포함한 8,000명의 정예 병력을 이끌고 버지니아로 진군했으며, 그곳에서 그 지역의 병력들이 그와 합류할 것임을 의심치 않는다; 콘월리스 경은 프랑스 함대에 의해 봉쇄되었다;—현재 상황으로 보아 우리는 어떤 중요한 사건의 전야에 있으며, 하느님이 미국에 유리하게 해주시기를 바란다."

요크타운에서의 애국자 승리 이후, 3주간의 전역을 다루는 수많은 신문 보도가 유통되었고, 새로운 정보가 입수되면서 몇 달 후에도 일부 보도가 계속 나타났다. 초기 보도는 다양한 사령관들의 보고서에 기반을 두고 있었다. 1781년 4월 19일 《인디펜던트 크로니클》에 실린 보도는 일반적으로 유익했지만, 병력 규모와 사상자에 대한 불완전한 지식을 가진 너새니얼 그린이 급히 작성한 보고서에 기반을 두고 있었다. 1781년 6월 7일 《런던 크로니클》에 실린 콘월리스 경의 보고서는 여러 면에서 오류가 많았다. 그러나 신문 보도는 많은 저명한 사령관들을 다루었으며, 승리에 대한 일반적인 보도는 미국인들의 사기와 희망을 고취시켰지만, 반대로 영국인들에게는 그렇지 않았다.
혁명 이후, 새로이 건국된 미국이 정치적으로 혼란스러웠고 하나의 중앙 정부 아래 통합되어야 할 필요가 있다는 점이 점점 더 명확해졌다. 연합규약 하에서 미국은 국제 무대에서 주권을 방어할 능력이 거의 없었으며, 전쟁을 치르기 위해 주 민병대를 소집할 정치적 권한도 없었다. 또한 세금을 부과할 권한도 없었으며, 개별 주들의 다양한 정서와 이해관계를 통합하는 데 실패하고 있었다. 주들을 통합하는 것은 정치적으로 복잡하고 어려운 과제였는데, 많은 주 정치인들은 주의 주권에 더 관심을 가졌고, 영국 정부로부터 겪었던 시련을 기억했기 때문에 중앙 권력에 대해 큰 의구심을 품었다. 국가 헌법이 제안되자 연방주의자들과 반연방주의자들로부터 엇갈린 반응을 받았고, 이들은 종종 신문과 소책자를 통해 자신들의 목소리를 냈다.
뉴욕과 다른 주의 주민들에게 미국 헌법 비준이 자신들에게 최선임을 설득하기 위해 알렉산더 해밀턴, 제임스 매디슨, 존 제이는 《연방주의자 논집》이라는 일련의 에세이를 작성했다. 뉴욕 신문에 처음 인쇄되었을 때, 이들은 익명으로 '푸블리우스'라고 서명되었다. 다양한 에세이는 1787년 뉴욕의 《데일리 애드버타이저》와 《뉴욕 패킷》에 실리기 시작했다. 연방주의자 논집의 기사들은 널리 읽혔고, 비준 과정과 미래의 미국 정치 제도에 큰 영향을 미쳤다고 여겨진다. 연방주의자 논집은 리처드 헨리 리와 엘브리지 게리의 강력한 저술에 의해 도전을 받았는데, 이는 언론의 중요성과 정치적 목적 달성에 있어서 그 가치를 더욱 분명히 보여주었다. 이 시기에 존 페노는 자신의 신문 《미국 가제트》를 통해 연방당 편집자로 부상했는데, 알렉산더 해밀턴은 이 신문에 연방주의를 지지하는 에세이와 돈을 정기적으로 기고했으며, 이는 헌법과 떠오르는 연방당에 큰 지지를 보냈다.
반연방주의 진영에서는 필립 프리노가 워싱턴 대통령의 첫 임기 중인 1791년에 창간한 자신의 신문 《내셔널 가제트》를 통해 강력한 목소리를 냈다. 프리노는 제임스 매디슨과 국무장관 토머스 제퍼슨의 격려를 받아 연방주의 경향의 신문들에 맞서기 위한 당파적 신문을 창간했다. 제퍼슨이 프리노를 국무부 프랑스어 번역가로 고용했기 때문에, 다양한 연방주의자들은 제퍼슨이 프리노의 《가제트》에서 워싱턴과 그의 연방주의 동료들에 대한 정치적 공격을 작성하는 데 역할을 했다고 가정했지만, 제퍼슨은 이를 부인했다. 워싱턴은 일반적으로 신문에서 벌어지는 수많은 정치적 음모에 거의 신경 쓰지 않았지만, 개인적으로 제퍼슨에게 국무부에서 프리노를 해고해 달라고 요청했다. 제퍼슨은 프리노와 그의 신문이 국가를 사실상 군주제로 변하는 것을 막고 있다고 주장하며, 이는 언론의 자유에 대한 모욕이 될 것이며 궁극적으로 워싱턴과 그의 행정부에 해를 끼칠 것이라는 이유로 워싱턴을 설득하여 그의 해고를 포기하도록 했다. 페노와 프리노 모두 혁명 후 몇 년 동안 미국 신문 역사에서 주요 인물이 되었으며, 1790년대부터 당파 정치의 시작을 형성하는 데 선도적인 역할을 했다.
1787년 9월 19일, 던랩은 헌법 제정 회의에서 검토를 위해 미국의 헌법 인쇄본을 제작하도록 위임받았고, 나중에 《더 펜실베이니아 패킷》에 처음으로 대중에게 공개적으로 발행했다.
1789년 4월 30일, 조지 워싱턴은 뉴욕시 페더럴 홀에서 미국 초대 대통령으로 취임 선서를 했다. 취임식 후 워싱턴은 상원 회의장에 들어서 첫 대통령 취임 연설을 했다. 이 모든 사건과 연설은 1789년 5월 6일 《매사추세츠 센티넬》에 목격자 보고서로 실렸다. 워싱턴 대통령의 두 번째 임기 말에 그는 사임할 때가 되었다고 결정하고 세 번째 임기 출마 제안을 거절했다. 제임스 매디슨과 알렉산더 해밀턴의 도움을 받아, 당시 64세였던 워싱턴은 고별 연설을 작성했다. 그는 이 연설을 공개적으로 읽지 않았지만, 당시 미국의 수도였던 필라델피아의 신문에 게재했다. 《펜실베이니아 패킷 앤 아메리칸 데일리 애드버타이저》는 1796년 9월 19일자 신문에 이 연설을 처음 실었다. 얼마 지나지 않아 이 유명한 고별 연설은 널리 유포되어 1796년 9월 21일 《뉴욕 헤럴드》를 포함한 많은 신문에 재인쇄되었다.

## 신문과 미국 헌법

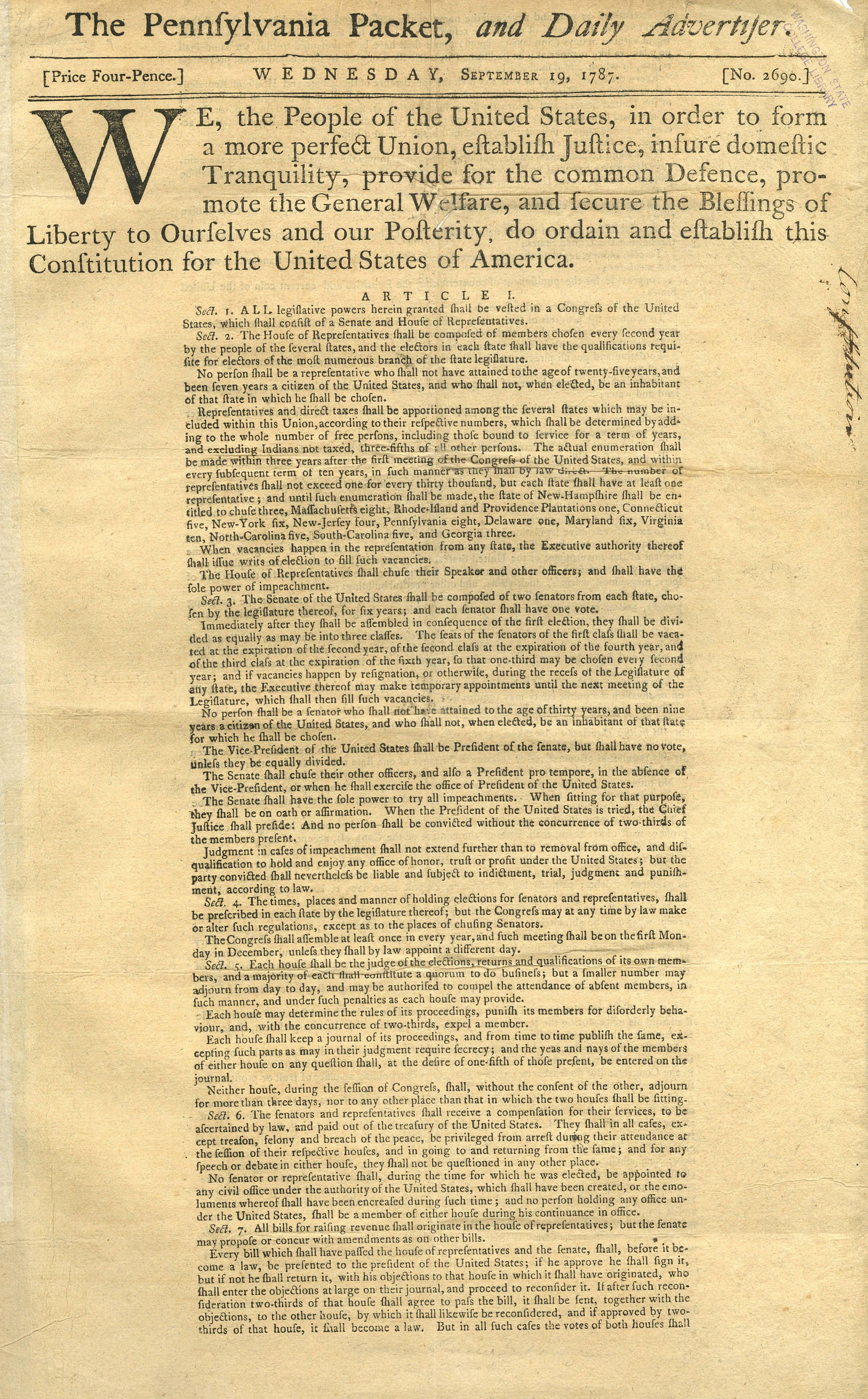
1787년 9월 17일, 《펜실베이니아 패킷》은 비준된 미국 헌법을 처음으로 인쇄했다. (4페이지 중 1페이지)

미국 헌법의 비준 전후로 모든 신문들은 헌법의 발전과 내용에 대한 뉴스와 에세이를 실었다. 그 강점과 약점에 대한 사설은 흔했으며, 종종 타운 미팅뿐만 아니라 거리, 선술집, 가정에서도 흔히 발생하는 논쟁을 촉발하거나 부추겼다.
제안된 미국의 헌법이 의원들과 다른 정치인들에 의해 논의되고 비준되는 동안, 대부분 헌법을 지지하는 많은 신문과 소책자 기자들은 논의된 많은 세부 사항을 취재하고 보도하기 위해 열심히 일했다. 이 과정에서 지리적, 정치적 차이가 드러나기 시작했고, 언론과 많은 대중을 두 개의 정치 집단, 즉 연방주의자와 반연방주의자로 나누었다. 오랫동안 미국 독립 대의를 지지했던 여러 신문들은 이제 연방 헌법의 채택을 늦추거나 심지어 막기를 희망하고 있었다.
대략 6개의 신문이 헌법에 대해 매우 비판적인 기사를 발행했는데, 주로 그것이 주들의 주권을 훼손할 또 다른 형태의 중앙 정부라는 근거에서였다. 한때 미국 독립 사상을 강력히 지지했던 《보스턴 가제트》와 같은 신문은 헌법에 맹렬히 반대했다. 그 시점부터 이 신문은 서서히 후원을 많이 잃었고 1798년까지 발행을 중단했다. 다른 신문들은 정치적으로 중립적인 정책을 유지하고 모든 관점의 출판을 허용했다. 그러나 대부분의 신문들은 헌법과 강력한 연방 정부를 지지했으며, 그러한 정부가 주들을 통합하고 궁극적으로 그들을 더 강하게 만들 것이라는 입장을 취했다. 보스턴의 《매사추세츠 스파이》는 헌법을 지지했지만, 반연방주의 공동체에 위치해 있었기 때문에 많은 불만을 받았다. 그러나 일부 지지 신문들은 어떤 반연방주의 자료도 출판하는 것을 허용하지 않았으며, 이는 언론의 자유와 언론의 자유라는 이상에 대한 공격에 대한 많은 불만을 불러왔다. 반대로 반연방주의자들은 자신들의 견해와 식민지 간의 소통이 인쇄되거나 전달되지 않고 있다고 비난했다. 1788년 겨울, 여러 주들이 비준을 논의할 때, 다양한 반연방주의자들은 우체국이 자신들의 신문이 주들 사이에 전달되는 것을 막고 있으며, 따라서 주 의회 대표들이 헌법에 반대하는 자신들의 주장을 읽는 것을 방해하고 있다고 비난했다. 이후 1789년, 새 헌법 하의 첫 회기에서 의회는 헌법에 포함될 권리장전을 초안하고 도입했는데, 이는 의회가 "언론의 자유나 언론의 자유를 침해하는" 어떤 법률도 만들 수 없다고 명시했다.
헌법이 채택되자, 다양한 정치 지도자들은 자신들의 견해를 표명할 공개적인 장이 필요하다는 것을 알게 되었다. 그 과정에서 그들은 일반 시민들이 일반적으로 알지 못하는 다른 당파로 나뉘었다. 사람들을 정치적 문제에 대해 편을 들게 설득하기 위해, 그들은 소식을 거의 제공하지 않고 주로 각 당 지도자들의 다양한 정치 교리를 지지하는 데 전념하는 당파적 신문을 창간하여, 이러한 출판물들을 모든 사람에게 흥미로운 일반 뉴스 출처라기보다는 정치적 선전물로 만들었다.
헌법 채택 후, 상원 의장은 처음 몇 년 동안 기자, 언론인 및 다른 참관인에게 폐쇄되었다. 반면 의회는 대중 관람석에서 허용하는 모든 관람객을 초대했다. 그러나 언론인과 정치인 간의 관계는 화목하지 않았다. 기자들은 하원 의원들이 의도적으로 빠르게 끝없이 말하며, 종종 등을 돌리고 명확하게 말하지 않아 기자들이 가능한 한 많이 속기하고 기록하려고 애썼다고 불평했다. 의원들은 차례로 자신들의 발언이 종종 오인용되거나 의도적으로 왜곡되어 핵심적인 관점, 중요한 이름 등이 빠졌다고 비난했다. 1789년 9월 26일, 하원 의원들은 사우스캐롤라이나 대표 아에다누스 버크가 도입한 결의안을 논의하기 시작했는데, 이 결의안은 신문들이 "이러한 토론을 진실에서 가장 명백하게 벗어나게 오보"하고 "모든 절차에 두꺼운 오보와 오류의 베일을 씌웠다"고 비난했다. 그러나 이틀 전, 하원은 언론인에게 언론의 자유를 보장하는 권리장전의 수정헌법 제1조 최종안을 승인했다. 또 다른 "아이러니"는 의회 토론의 세부 사항이 바로 그 기자들로부터 나온다는 것이다. 초기 절차에 대한 "가장 좋은 단일 자료"인 《애널스 오브 콩그레스》는 초기 신문에서 발견된 기록들을 바탕으로 편찬되었다.
역사가 리처드 B. 번스타인에 따르면, 비준 과정 동안의 다양한 논쟁은 "미국 국민들이 정치적으로나 원칙적으로 최고점을 보였지만, 때로는 파벌적으로 최악을 보였다"는 것을 보여주었다. 그러나 기자들과 신문들이 제공한 모든 보도와 관심에도 불구하고, 21세기까지 전체적으로 주 차원에서 포괄적인 역사적 평가를 받지 못했다. 문제의 대부분은 일부 주에서 열린 다양한 논쟁이 전혀 기록되지 않았고, 일부 출판된 논쟁은 기자와 속기사의 제한된 기술에 좌우되었기 때문이었다. 또한, 기자들은 종종 연설가들이 녹음되는 동안 자신들의 연설 문구를 수정하도록 허용하는 데 소극적이었고, 많은 경우 연방주의자들에게 편향을 보였는데, 그들은 종종 논쟁 중에 사용된 연설의 저작 및 출판을 외주로 맡겼다. 1980년대 후반에 제임스 H. 허튼은 다양한 주 비준 회의에서 보관된 기록의 문제점을 나열했다. 2009년 말까지 《헌법 비준 문서 역사》(DHRC)는 당시 신문 기록들을 바탕으로 비교하여 8개 주에서의 비준 과정을 다룬 14권을 출판했다.

## 신문과 외국인 및 선동법

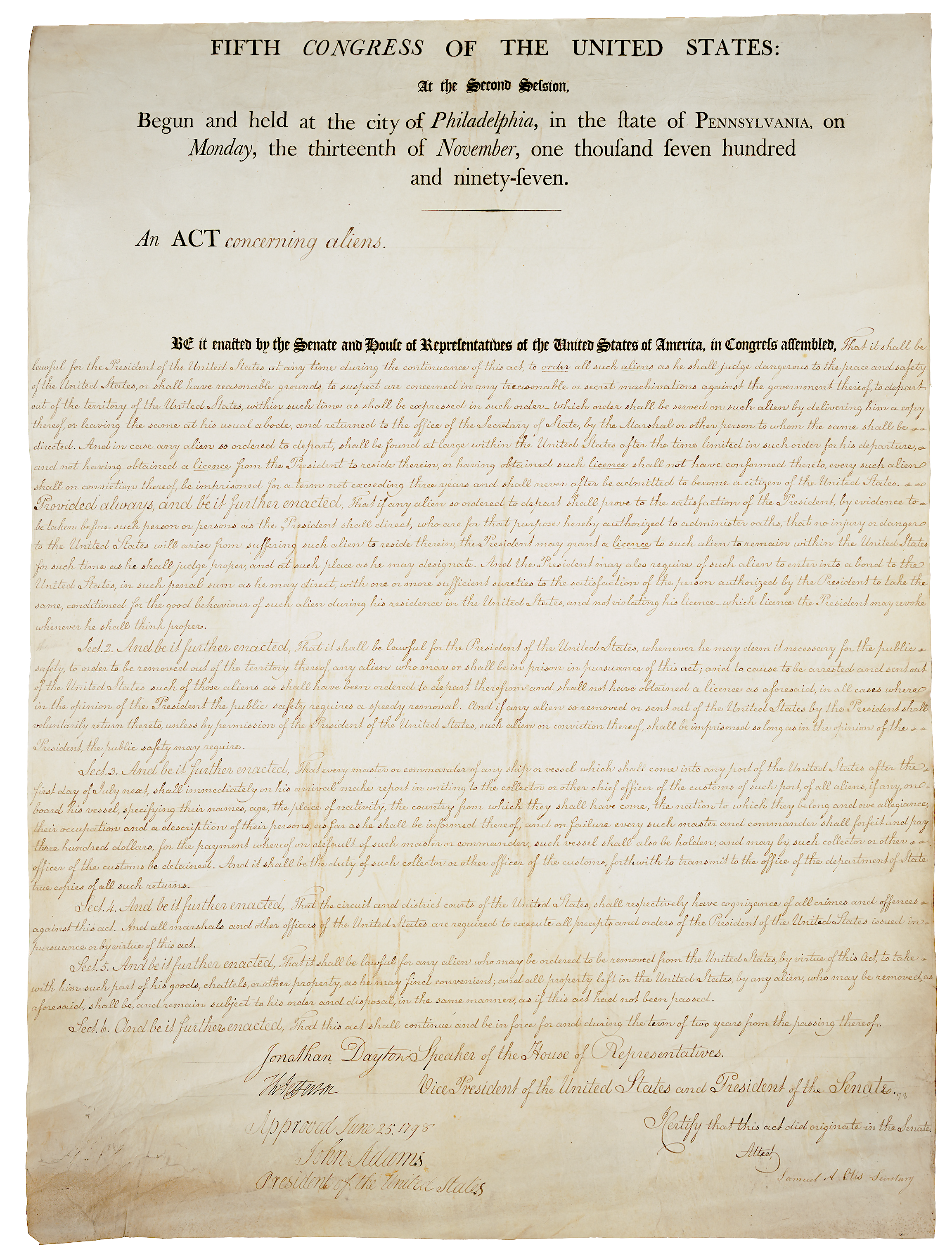
외국인 및 선동법 원본, 서명됨

외국인 및 선동법은 1798년 프랑스와의 미선전 유사 전쟁 동안 존 애덤스 대통령 치하의 제5차 미국 의회에서 통과된 네 가지 법률로, 프랑스와 미국 내 프랑스 동조자들을 대상으로 한다고 주장되었다. 그러나 이 법안 통과의 주요 동력은 주로 존 애덤스 대통령과 다른 연방주의자들이 실제 선전포고된 전쟁에 프랑스를 참여시키려는 명백한 열의에 대해 강하게 비판했던 당파적 신문들 때문이었다. 이 법률들은 정부 관리에 대한 대중의 비판을, 특히 신문의 경우, 엄격하게 제한했으며 외국인의 시민권 요건을 축소했다. 민주공화당은 이 법률들이 신문에서, 그리고 대중 토론과 시위에서 점점 더 빈번하게 발생하는 비판을 침묵시키기 위한 정치적 계략이라고 가정했다.
이 법들은 대부분 연방주의자들이 선호했으며, 그 결과 많은 신문 편집자들이 체포되고 투옥되었는데, 이들 중 다수는 애덤스 행정부에 대해 매우 비판적이었다. 그러나 열렬한 반연방주의자였던 토머스 제퍼슨의 비판자조차도 체포되어 투옥되었다. 반연방주의 언론에 의해 자주 비난받던 워싱턴도 이 법들에 예외를 두었다. 이 법들은 또한 이민자가 미국 시민이 되기 어렵게 만들었는데, 1790년 귀화법을 통해 이민자가 시민이 되기 위해 14년간 거주를 요구했으며, 이는 프랑스와의 전쟁을 막기 위한 영향력을 억제하기 위해 프랑스와 아일랜드 이민자, 잠재적 시민들을 겨냥한 것이라고 알려져 있다. 이 법들은 또한 대통령에게 국가의 안정과 안보에 위협이 되는 비시민자를 투옥하고 추방할 권한을 부여했다. 연방주의자들은 이 법안들이 프랑스와의 전쟁 동안 국가 안보를 강화할 것이라고 주장했다. 이 법들에 대한 비판자들, 특히 언론을 통한 신문 편집자들은 이 법들이 주로 반연방주의 신문들을 침묵시키고 연방당에 동의하지 않는 유권자들을 낙담시키려는 시도이며, 미국 헌법 수정헌법 제1조에 명시된 언론의 자유와 언론의 자유권을 침해한다고 주장했다. 거의 통제 불능 상태의 언론을 개혁하려는 시도에서 이 법들은 문제를 더욱 악화시킬 뿐이었다.
이러한 새로운 법률 앞에서 언론이 누리던 자유는 한때 식민지들을 통합하는 역할을 했지만 이제 정부의 감시를 받게 되었고, 곧 정치적 분열의 원동력이 되었다. 연방주의자들과 공화주의자들 모두 신문들이 정치적 사회 분야에서 진실보다는 정치적 스캔들과 거짓을 홍보하는 수단으로 악용되고 있다고 느꼈다. 벤저민 프랭클린 바쉐는 자신의 신문 《필라델피아 오로라》를 통해 연방당과 특히 존 애덤스 대통령, 그리고 그의 전임자 조지 워싱턴에 대한 악의적인 공격이라고 여겨지는 내용을 출판했는데, 이는 필라델피아 거리에서 거의 폭동으로 이어질 뻔했으며, 이로 인해 그는 명예훼손 혐의로 기소되었다. 바쉐는 자신의 신문을 통해 애덤스가 전쟁광, "영국인의 도구", "정신이 나간 사람"이며 프랑스와 전쟁을 선동하려 한다고 비난했다. 재직 중인 대통령에 대한 그의 빈번한 신문 공격은 다른 공격들과 함께 역사학자들에 의해 외국인 및 선동법 통과에 크게 기여했다고 종종 평가된다.
1798년 11월 22일자 《필라델피아 오로라》에서 이 법안에 대한 반응으로 바쉐는 다음과 같은 감탄사를 실었다.
"7년 동안 독립을 위해 싸운 미국인들이 
 이렇게 이른 시기에 자기 정부에 의해 붙잡혀 감금될 것이라고 
 누가 믿었겠는가?"

이 법률에 따라 14건의 명예훼손 기소가 있었으며, 모두 공화당원, 대부분 신문 편집자들에게 제기되었다. 펜실베이니아 대법원장 토머스 매킨은 1798년 필라델피아에서 널리 스캔들이 많고 선동적인 출판물로 여겨지던 《피터 포큐파인스 가제트》의 발행인 윌리엄 코벳에 대한 명예훼손 사건에서 다음과 같이 언급했다.
"기독교인이나 신사의 감정을 가진 사람이라면 누구나 지난 몇 년 동안 필라델피아에서 창궐한 소책자와 신문의 독설적인 욕설에 크게 불쾌해할 수밖에 없을 것이다. 너무나도 심해서 명예훼손은 국가적 범죄가 되었고, 우리를 주변의 모든 주뿐만 아니라 전 문명 세계와 구별시킨다.

역사가 더글러스 브래드번은 대중 역사가 켄터키 및 버지니아 결의안의 저자인 토머스 제퍼슨과 제임스 매디슨을 외국인 및 선동법의 주요 반대자로 여기는 경향이 있다고 주장하지만, 이는 대체로 사실이지만, 그 자체로 오해의 소지가 있을 수 있다고 지적한다. 왜냐하면 이 법에 대한 반대는 정치, 종교, 사회적 경계를 넘어 광범위하게 퍼져 있었기 때문이다.
연방 법률이었던 이 법률의 시행은 사람들의 자연권을 옹호하는 주의 역할에 직접적인 의문을 제기했으며, 이는 미국 독립 혁명 이전과 그 기간 동안 나타난 자연권에 대한 일반적으로 받아들여지는 태도를 반영했다. 1798년 하반기 동안 이 법률에 대한 반대는 대부분의 주에서 빠르게 확산되었으며, 이러한 정서는 점점 더 많은 당파적 신문들에 의해 공유되고 추가적인 방향과 규모를 얻었으며, 이 신문들은 일반적인 반대 의견을 표명하는 데 중심적인 역할을 했고, 이는 주로 점점 더 많은 대중 시위를 선동했으며, 궁극적으로 이 법률에 반대하는 전국적인 청원 운동으로 구체화되었다. 처음에는 서명이 느렸지만, 소문이 퍼지면서 "물줄기처럼 쏟아져 들어왔고", 다양한 주에서 수천 건의 서명이 "의회 바닥을 넘쳐나게" 했으며, 이는 연방주의자들에게 큰 실망을 안겨주었다.
연방주의자의 법률에 대한 저항은 버지니아와 켄터키에서 거의 동시에 시작되었는데, 각각 토머스 제퍼슨과 제임스 매디슨이 비밀리에 작성한 켄터키 및 버지니아 결의안이 도입되면서였다. 이 결의안의 원칙은 이 법률이 위헌이며 주들이 필요하다고 판단하면 무효로 간주할 권리가 있다는 것이었다. 켄터키에서 나타난 커져가는 반대 소식은 곧 동해안 주들에 도달했고, 이들의 신문에 널리 보도되었다. 그러나 편집자 윌리엄 코벳은 자신의 《포큐파인스 가제트》에서 이 노력을 조롱하며 켄터키 청원자들을 무식한 오지 농부, 즉 "야만인"보다 나을 것이 없다고 비난했고, 반면 공화당에 동조적인 신문들은 켄터키 결의안이 혁명의 창립 원칙이 미국에서 여전히 살아있음을 분명히 보여준다고 찬양했다. 렉싱턴의 《켄터키 가제트》는 7월 4일에 회의, 서신 위원회, 총동원령을 촉구하며 법률이 제정되기 전에 이 법률과 프랑스와의 성급한 전쟁에 대한 조직적인 저항을 요구했다.
토머스 제퍼슨은 법률에 대한 자신의 반대를 단순히 주권에만 국한하지 않고 인권을 가장 중요한 것으로 내세웠다. 일주일도 안 되어 신문들은 주와 개인의 권리에 대한 기사와 선언문을 발행하며 널리 유포되었고, 이는 국민과 주가 위헌이라고 판단되는 법률에 불복종할 권리가 있다는 사상을 주장했다. 1798년에서 1799년 동안 신문들은 애덤스의 두 번째 임기를 박탈할 이데올로기에 계속해서 박차를 가했고, 의회와 많은 주에서 확립된 연방주의자 다수를 뒤집어 연방주의자들이 고안한 중앙집권화를 사실상 종식시켰으며, 이는 연방당의 사실상 종말을 가져오고 공화당과 제퍼슨의 대통령직을 위한 길을 열었으며, 이에 따라 공화당 성향의 신문들이 증가했다.
외국인 및 선동법에 대한 대중의 반대가 꾸준히 증가함에 따라, 이는 애덤스에 대한 제퍼슨의 패배에 크게 기여했으며, 그 결과 1800년 대통령 선거에서 민주공화당이 의회에서 상당한 다수를 차지하게 되었다. 새 의회는 이 법을 갱신하지 않았고, 이 법은 자체 규정에 따라 1801년 3월 3일에 만료되었다. 이 법이 언론의 자유에 대한 모욕이라고 항상 주장했던 토머스 제퍼슨 대통령은 이 법에 따라 선동 및 명예훼손 혐의를 받은 모든 사람들에게 일련의 사면을 부여했는데, 이는 법원과 대중의 시선에서 언론의 자유라는 개념을 크게 강화하는 계기가 되었다.

## 인쇄기 및 활자

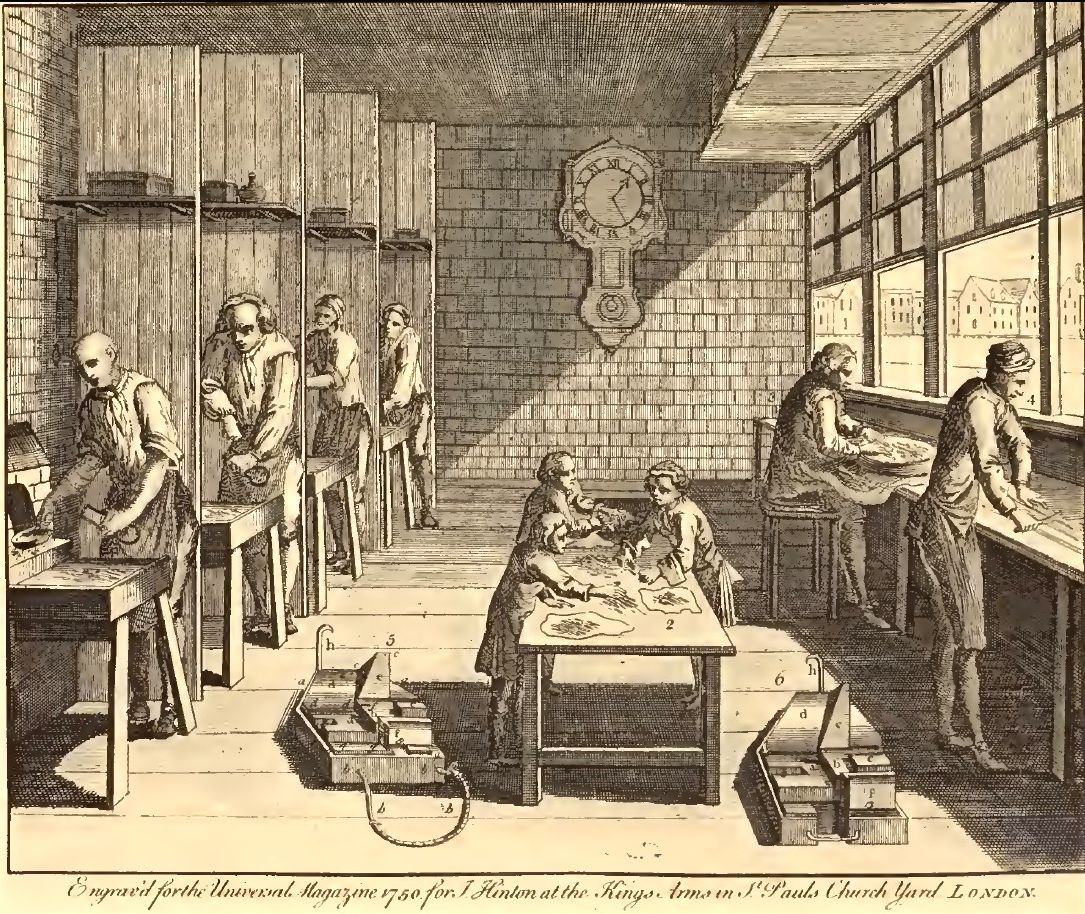
1750년 윌리엄 캐슬런의 주조 공장에서 활자를 주조하는 노동자들. 바닥에는 수십 배 확대된 활자 주형의 두 부분이 보인다.

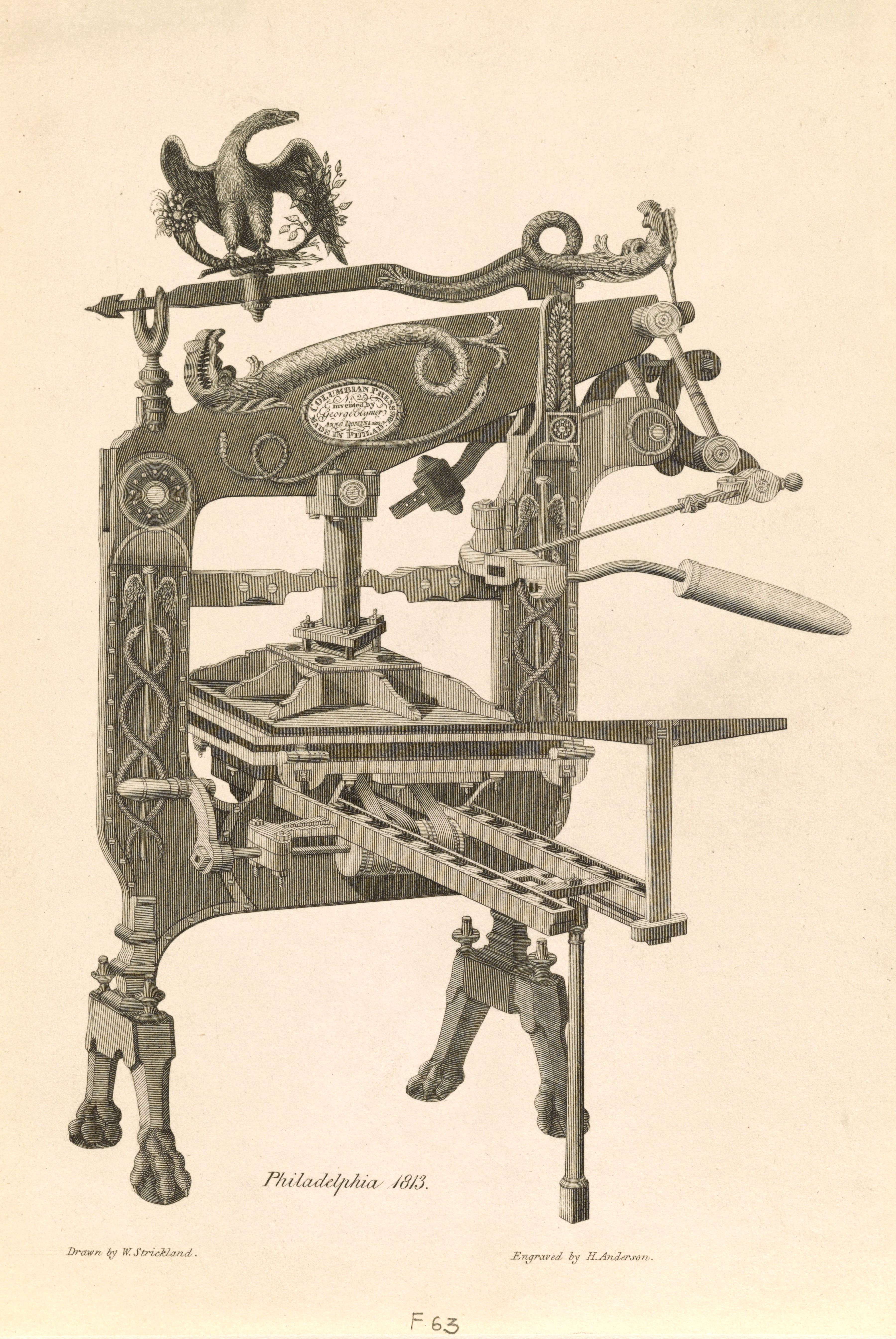
조지 클라이머의 콜럼비아 인쇄기

인쇄술은 서기 175년경으로 거슬러 올라가는데, 중국인들이 나무 블록에 인쇄하고 잉크를 바르고 종이를 블록 위에 올려놓은 다음 두 개를 함께 눌러 종이에 잉크 인쇄물을 남기는 방식으로 사용했다. 이 조잡한 인쇄 방식은 세계 다른 지역에도 뿌리내렸지만, 1100년대까지는 크게 변하지 않았다. 그러다가 1440년경, 독일 발명가 요하네스 구텐베르크는 가동 활자를 발명하고 개발했는데, 이는 개별 문자(보통 납에 새겨짐)를 쉽게 재배열하여 새로운 단어 구성을 만들 수 있게 했다. 이러한 변화는 인쇄 과정과 인쇄업 전반을 혁신시켰다. 유럽의 많은 지역이 로마 및 그리스 알파벳에서 파생된 24자 알파벳을 사용했기 때문에, 새로운 자료 인쇄 작업은 수천 개의 개별 표의 문자로 구성된 다른 많은 언어와 비교하여 엄청나게 간소화되었다.
인쇄업자가 인쇄업에 진출하는 것을 현실적으로 고려하기 전에, 인쇄기 및 활자 구입에 필요한 재정을 확보해야 했다. 이 두 가지 필수품은 비쌌고 항상 쉽게 구할 수 있는 것은 아니었다. 18세기 중반까지 식민지에서 사용된 인쇄기들은 영국에서 수입되었다. 종이를 활자 위에 누르는 작업에 필수적인 큰 철제 나사를 가공하기 어려웠기 때문에 미국 인쇄업자들은 외국에서 구입할 수밖에 없었으며, 이는 비용을 상당히 증가시키고 새로운 인쇄업자들이 자리를 잡기 더 어렵게 만들었다. 시계 제작자이자 다양한 기술을 가진 아이작 둘리틀은 1769년 미국 땅에서 최초로 인쇄기와 나사를 제작했으며, 이는 윌리엄 고다드가 구입했다.
최초의 활자들은 네덜란드와 영국의 활자 주조소에서 식민지로 들어왔다. 주목할 만한 활자 주조업자 및 활자 디자이너로는 윌리엄 캐슬런 (1693–1766)과 존 배스커빌 (1707–1775)이 있었는데, 이들은 모두 당시 영국에서 선도적인 인쇄업자들이었다. 그들의 서체는 영어 활자 디자인의 발전에 큰 영향을 미쳤으며, 영국적인 국가 활판 인쇄 양식을 처음으로 확립했는데, 이는 궁극적으로 영국-아메리카 식민지의 인쇄 양식에 영향을 미쳤다. 유럽에 있는 동안 벤저민 프랭클린은 필라델피아와 다른 도시의 인쇄기를 위해 캐슬런 가문에서 수백 파운드의 활자를 구입했다. 그가 캐슬런 활자를 처음 사용한 것은 1738년 《펜실베이니아 가제트》를 인쇄할 때였다. 캐슬런 서체는 18세기 중반부터 미국 혁명까지 식민지 인쇄업자들 사이에서 빠르게 인기를 얻었다. 책, 신문, 브로드사이드는 주로 캐슬런 구식 활자로 인쇄되었으며, 존 던랩이 1776년에 인쇄한 독립선언서의 첫 인쇄본을 포함하여 많은 중요한 작품들도 새로운 캐슬런 활자로 인쇄되었다.
활자를 생산하는 주조소는 18세기 후반이 되어서야 식민지에 나타났고, 1775년이 되어서야 다양한 인쇄 활자가 실용적으로 구할 수 있게 되었다. 역사가 로렌스 C. 로스는 1938년 저서 《식민지 인쇄업자》에서 1600년대 후반부터 1770년까지 사용 가능했던 다양한 종류의 인쇄 활자를 비교적으로 설명하고 있다. 오늘날 필라델피아의 저먼타운 지역에 1772년 크리스토퍼 사우어가 활자를 주조하는 최초의 정식 주조소를 건설했다. 그러나 그 활자 도구들은 독일에서 건너왔고 독일 활자 생산만을 목적으로 했다.
인쇄기와 신문과 마찬가지로, 영국에서는 활자를 생산할 수 있는 주조소 수를 규제하는 법률이 있었다. 1637년, 성실청 법령은 영국에서 한 번에 4명만이 활자 주조소를 운영할 수 있도록 규정했으며, 각 주조소는 견습생 수를 제한했다. 그러나 1693년에는 법령이 만료되었지만, 주조소 수는 그럼에도 불구하고 크게 증가하지 않았다. 심지어 영국 인쇄업자들도 종종 네덜란드 주조소에서 활자를 구했다. 따라서 1639년에 런던에서 가져온 첫 번째 인쇄기가 케임브리지에 도착하기 전까지는 식민지에 인쇄기가 존재하지 않았다. 식민지에서도 영국과 마찬가지로 인쇄업자들이 사용하는 활자의 대부분은 네덜란드 주조소에서 왔다. 1730년에서 1740년 사이에 식민지에서 생산된 인쇄물에는 네덜란드 활자의 많은 예시가 존재한다.
18세기 말에서 19세기 초가 되면서 미국에서 인쇄기 제조가 크게 증가했으며, 이전에는 100년 이상 기본 디자인이 변하지 않았던 인쇄기에 새로운 혁신과 개선이 이루어졌다. 애덤 라미지와 조지 E. 클라이머와 같은 인쇄기 제작자들은 이 시기에 가장 저명하고 중요한 인쇄기 제작자들 중 하나였다. 라미지는 평생 동안 1,250대의 인쇄기를 생산했으며, 이는 대부분의 주에서 널리 사용되었다. 클라이머는 콜럼비안 인쇄기를 혁신했는데, 이는 단 한 번의 당김으로 신문 전체 페이지를 인쇄할 수 있는 화려한 철제 인쇄기였다.

### 제본
제본사 또한 인쇄 및 출판업에서 중요한 역할을 했다. 신문과 소책자와는 달리, 대량의 인쇄 작업이 끝나면 수많은 페이지를 책으로 묶어야 했고, 이는 제본 프레스와 제본사에게 요구되는 특별한 기술을 통해 이루어졌다. 미국 인쇄기에서 인쇄되어 제본사의 서비스가 필요했던 최초의 기록된 책은 1640년 케임브리지에서 출판된 《시편 전체》였다. 17세기의 존 랫클리프는 식민지 미국에서 최초로 확인 가능한 제본사로, 1663년 엘리엇의 인디언 성경을 제본한 것으로 알려져 있다.
윌리엄 파크스, 아이재아 토마스, 그리고 대니얼 헨치먼과 같은 일부 서점 및 출판업자들은 직접 제본을 수행했다. 그러나 제본사들은 일반적으로 잘 알려지지 않은 직업이었고, 그들이 제본한 작품으로 이름을 알린 경우는 드물었다. 표지나 속표지에 인쇄업자와 함께 제본사의 이름이 새겨진 경우는 극히 드물었다. 보스턴의 앤드루 바클레이가 제본한 몇몇 책들은 제본사의 이름이 상표에 포함된 몇 안 되는 알려진 사례를 제공한다.

### 식민지의 종이 생산

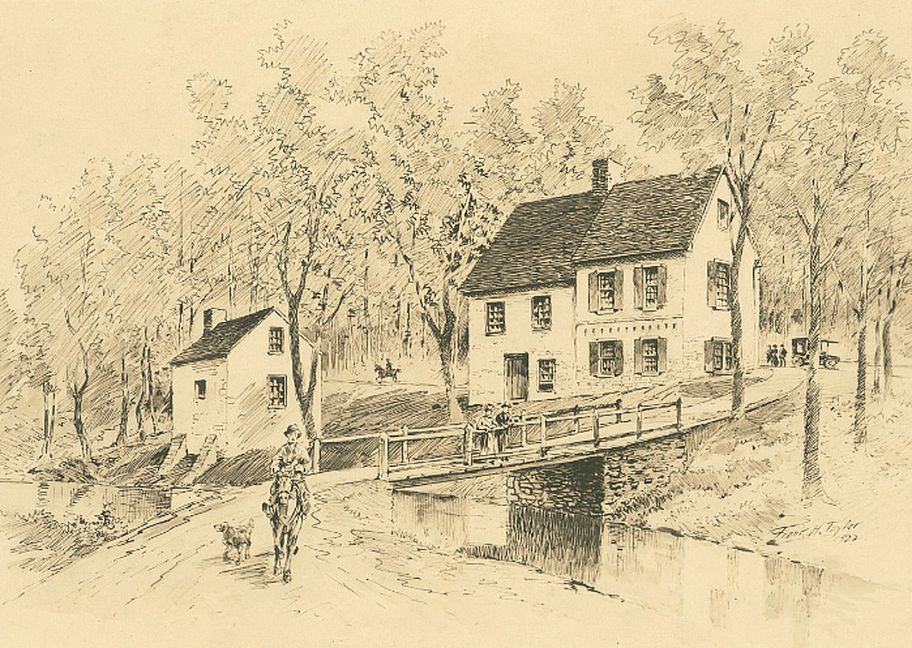
윌리엄 리튼하우스는 1690년 펜실베이니아 식민지의 모노숀 크리크에 미국 최초의 제지 공장을 설립했다.

종이 제조는 인쇄 및 출판 산업에 필수적이었으며, 종이 생산에 사용되는 리넨 헝겊을 수집하는 데 많은 사람들을 동원했다. 1700년 이전에는 식민지에 신문이 없었으므로 종이는 아직 높은 수요의 필수품이 아니었다. 책은 흔하지 않았고 보통 외국에서 가져왔다. 최초의 인쇄기는 1638년 매사추세츠만 식민지의 케임브리지에 설립되었고, 뉴욕, 보스턴, 필라델피아에도 곧 다른 인쇄기가 등장했지만, 인쇄물의 전체 생산량은 적었다. 18세기가 시작되면서 더 많은 인쇄기와 신문이 생겨났고, 인쇄업자들은 곧 종이 부족을 느끼기 시작했다.
윌리엄 리튼하우스는 윌리엄 브래드퍼드와 협력하여 1690년 필라델피아 북쪽의 위사히컨 크리크 지류인 모노숀 크리크에 미국 식민지 최초의 제지 공장을 설립했다. 이 공장은 20년 동안 식민지에서 유일한 제지 공장이었다. 리튼하우스 가문은 다른 제지 공장도 건설했으며, 마지막 공장은 1770년에 건설되었다.
미국에서 두 번째 제지 공장은 저먼타운의 또 다른 정착민인 윌리엄 드 위스(William De Wees)가 세웠는데, 그는 윌리엄의 아들이자 리튼하우스 공장의 견습생이었던 니콜라스 리튼하우스의 처남이었다. 세 번째 제지 공장은 필라델피아에서 20마일 떨어진 델라웨어군의 체스터 크리크에 토마스 윌콕스(Thomas Wilcox)가 세웠다. 윌콕스는 리튼하우스의 제지 공장에서 일자리를 찾았지만, 제지 생산은 아직 초기 단계였고 사업은 느렸다. 몇 년 동안 돈을 모은 후 그는 1729년에 자신의 제지 공장을 시작할 수 있었다.
대니얼 헨치먼의 노력으로 뉴저지 북쪽에 최초로 등장한 제지 공장은 1729년 네펀셋 강의 밀턴에 있었다. 그러나 종이 부족은 미국 독립 혁명에 가까워질수록 더욱 심화되었고, 전쟁이 마침내 발발하자 심각해졌다. 벤저민 프랭클린과 윌리엄 파크스는 1742년 버지니아주 윌리엄스버그에 제지 공장을 설립했는데, 이는 버지니아 식민지에서 최초였다. 1765년 이전에는 식민지 인쇄업자들이 사용하는 대부분의 종이를 영국에서 수입해야 했는데, 이는 기존 식민지 제지 공장(대부분 펜실베이니아에 위치)이 성장하는 식민지들의 수요를 충족시킬 만큼 충분히 공급할 수 없었기 때문이었다.
벤저민 프랭클린은 제지용 넝마 수집을 조직하는 데 적극적이었다. 이 재료를 제지업자들에게 판매하는 것과 식민지 인쇄업자들에게 종이를 판매하는 그의 사업은 크게 확장되었다. 이 과정에서 그의 기여와 자문 역할은 식민지 제지 제조 및 거래에 있어 중요한 요인으로 입증되었다. 프랭클린은 특히 식민지, 특히 펜실베이니아의 종이 생산에 특별한 관심을 보였으며, 그 지역에 18개의 제지 공장을 설립한 공로를 인정받았다. 따라서 펜실베이니아의 델라웨어 카운티는 18세기 후반에 제지 공장 중심지가 되었다. 작가로서 프랭클린은 종이 제조의 중요성과 그것이 인쇄 및 출판 산업에 얼마나 필수적인지에 대해 종종 길게 글을 썼다. 1788년 6월, 그는 필라델피아 미국철학학회에서 "중국식으로 매끄러운 한 면을 가진 큰 종이를 만드는 과정에 대한 설명"이라는 제목의 논문을 낭독했다.
식민지 의회가 1769년 비수입 협정을 통과시키면서, 이는 1765년 인지세법과 1767년 타운젠드 법 통과에 이은 것이었고, 종이 부족은 곧 심각해졌다. 1775년이 되자 수입 종이의 기존 공급은 거의 고갈되었고, 53개의 식민지 제지 공장은 종이 수요를 충족시키기에는 불충분하다는 것이 곧 드러났다. 이러한 상황은 식민지 정부와 심지어 대륙회의까지 종이 생산량을 늘리기 위한 조치를 취하게 만들었다. 다양한 신문들도 이 기회에 나서서 많은 식민지 주민들을 종이 생산 노력에 동참하도록 독려했다. 《펜실베이니아 가제트》와 《버지니아 가제트》와 같은 신문들은 이 필수적인 원자재의 필요성을 강조하는 기사를 게재했으며, 일반 대중에게 리넨 헝겊을 수집하도록 호소하며, 가장 많은 연간 양의 필요한 재료를 가져오는 사람에게는 그 가치 외에 보너스를 제공했다. 결국, 종이는 톱밥으로도 생산되게 되었지만, 이러한 주요 혁신과 다른 제지 제조 혁신은 1790년대가 되어서야 일어났다.
"래이드 페이퍼"와 "우븐 페이퍼"

인쇄와 출판에 절대적으로 필요한 세 가지 주요 요소는 인쇄기, 잉크, 그리고 종이였다. 때로는 이러한 품목 중 어느 하나라도 구하기 어려웠는데, 특히 종이는 제지 공장과 숙련된 직원이 필요했기 때문에 더욱 그랬다. 18세기 대부분 동안 미국 식민지에서 생산된 종이는 "래이드 페이퍼"로 알려진 종류였는데, 이는 그 세기 후반에 사용되기 시작한 "우븐 페이퍼"와 구별된다. 빛에 비추어 보면, 래이드 페이퍼는 시트 전체에 걸쳐 수많은 가는 선들이 나타났고, 약 1인치 간격으로 더 굵은 선들, 즉 "체인 선"이라고 불리는 선들이 가로질렀다. 이는 틀 바닥에 의해 형성된 인상으로, 가는 철사들이 끝에서 끝까지 이어져 있었고, 틀을 가로지르는 굵은 철사들에 의해 단단히 고정되어 있었다. 1757년이 되어서야 영국의 활자 디자이너 존 배스커빌이 "우븐 페이퍼"를 발명했는데, 이는 촘촘하게 짜인 가는 황동 철사로 구성된 틀로 생산되어 훨씬 더 매끄러운 종이를 만들었으며, 래이드 페이퍼에서 발견되는 철사 선과 체인 선이 없었다. 더 매끄러운 종이는 더 선명하고 깨끗한 인쇄 결과를 가능하게 했다. 우븐 페이퍼는 발명 직후 영국에서 정기적으로 사용되었으며, 고급 서적을 제작하는 인쇄업자들 사이에서 인기를 얻었다. 1777년 벤저민 프랭클린은 이 우븐 페이퍼를 일부 구하여 프랑스로 가져가 그곳의 다양한 사람들에게 소개했다. 1782년까지 프랑스에서 성공적으로 제조되고 있었다. 이후 우븐 페이퍼는 독립된 미국의 제지 공장에서도 생산되기 시작했다. 가장 초기에 알려진 사용 예시는 1795년 워체스터의 아이재아 토마스의 작품에서 발견되며, 이후 대부분의 미국 인쇄업자들이 사용하게 되었다.

## 저명한 초기 미국 인쇄업자 및 출판업자
- 제인 에이킨  1764–1832
- 로버트 에이킨 (출판업자)  1734–1802
- 토마스 앨런 (인쇄업자 및 출판업자)]  1755-1826
- 프랜시스 베일리 (출판업자)  1744—1817
- 로버트 벨 (출판업자)  1725–1784
- 앤드루 브래드퍼드  1686–1742
- 윌리엄 브래드퍼드 (1663년생 인쇄업자)  1660–1752
- 윌리엄 브래드퍼드 (1719년생 인쇄업자)  1719–1791
- 존 캠벨 (편집자)  1653–1728
- 새뮤얼 캠벨 (인쇄업자 및 출판업자)  1765-1836
- 매슈 캐리  1760–1839
- 존 카터 (인쇄업자)  1745–1814
- 프랜시스 차일즈 (인쇄업자)  (1763–1830)
- 아이작 콜린스 (인쇄업자)  1746–1817
- 제임스 데이비스 (인쇄업자)   (1721–1785)
- 존 데이 (인쇄업자)  1522–1584
- 스티븐 데이  1594–1668
- 그레고리 덱스터  (1610–1700)
- 토마스 돕슨 (인쇄업자)  1751–1823
- 존 던랩  1747–1812
- 벤저민 이디스  1732–1803
- 존 페노  1751–1798
- 토머스 플리트 (인쇄업자)  (1685–1758)
- 존 포스터 (인쇄업자) (1648–1681)
- 대니얼 파울 (인쇄업자)  1715–1787
- 벤저민 프랭클린  1705–1790
- 제임스 프랭클린 (인쇄업자)  1697–1735
- 필립 프리노  (1752–1832)
- 휴 게인 — 1726–1807
- 사라 업다이크 고다드  1701–1770
- 메리 캐서린 고다드  1738–1816
- 윌리엄 고다드 (출판업자)  1740–1817
- 바솔로뮤 그린 시니어 (인쇄업자)  1666–1732
- 새뮤얼 그린 (인쇄업자)  1614–1702
- 조나스 그린  1700년대 초–1767
- 데이비드 홀 (인쇄업자)  1714–1772
- 니콜라스 하셀바흐  (1749–1769)
- 앤서니 하스웰 (인쇄업자)  1756–1816
- 대니얼 헨치먼 (출판업자)  1689–1761
- 로버트 호지 (인쇄업자 및 출판업자)]  1746-1813
- 존 홀트 (출판업자)  1721–1784
- 제임스 험프리스 (인쇄업자)  1748–1810
- 윌리엄 헌터 (출판업자)  1700년대 초–1761
- 마마듀크 존슨  1628-1674
- 새뮤얼 카이머  1689–1742
- 새뮤얼 닐랜드 (인쇄업자)  1696–1769
- 새뮤얼 라우든  (1727–1813)
- 휴 메레디스  1697–1749
- 제임스 파커 (출판업자)  1714–1770
- 윌리엄 파크스 (출판업자)  1699–1750
- 리처드 피어스 (출판업자)  ?-1691
- 알렉산더 퍼디 (출판업자)  1743–1779
- 윌리엄 린드  1733–1773
- 클레멘티나 린드  1740–1774
- 제임스 리빙턴  1724–1802
- 조셉 로일 (출판업자)  1732–1766
- 벤저민 러셀 (언론인)  1761–1845
- 크리스토퍼 사우어 (장로)  1693–1758
- 크리스토퍼 사우어 (젊은이)  1721–1784
- 크리스토퍼 사우어 3세  1754–1799
- 솔로몬 사우스윅  (1773–1839)
- 윌리엄 스트라한 (출판업자)  1715–1785
- 아이재아 토마스 (출판업자)  1749–1831
- 앤 티모시  1727–1792
- 엘리자베스 티모시  1700–1757
- 루이스 티모시  1699–1738
- 피터 티모시  1724–1782
- 벤저민 타운  1700년대 중반–1793
- 윌리엄 윌리엄스 (인쇄업자 및 출판업자)  1787–1850
- 토마스 화이트마쉬 (인쇄업자)  (? – 1733)
- 존 피터 젱어  1697–1746

## 같이 보기
- 인쇄술의 역사
- 언론의 역사
- 미국 신문의 역사
- 신문 출판의 역사
- 미국의 신문
- 미국의 식민지 시대
- 초기 미국 출판업자 및 인쇄업자 목록
- 미국 식민지 시대의 신문
- 초기 미국 통화
- 로버트 모팻— 아프리카 선교에서 성경을 처음으로 번역하고 인쇄했다.

## 내용주
1. ↑  윌리엄스버그에서도 발행된 동명의 경쟁 신문과 혼동하지 말 것.[38]
2. ↑  프랭클린과 메레디스는 No. 40으로 신문을 시작했다.[51]
3. ↑  Hall to Franklin, June 20, 1765, Franklin papers, 12: 188–189[57]
4. ↑  당시 로드아일랜드에서는 십 실링 지폐 위조 문제가 있었고, 프랭클린은 위조가 쉬운 이유를 설명하고 대안 방법을 제시했지만, 그는 새뮤얼 버논에게 일자리를 넘겨주었다.[85]
5. ↑  데이의 인쇄기는 1939년 미국 우표에 묘사되어 있는데, 이는 식민지 시대 미국의 인쇄 300주년을 기념한다.
6. ↑  사빈 등의 참고 문헌에서는 1785년으로 기록되어 있지만, 1779년 5월 회기에 제출된 제퍼슨 법안의 인쇄에 대한 버지니아 하원의원 회의록에는 어떠한 기록도 발견되지 않으며, 1779년 여름에 브로드사이드로 인쇄되었다.[92]
7. ↑  성경 자체를 제외하고, 마이클 위글스워스는 코튼 매더의 편집 해설과 함께 《최후의 심판일》을 출판했는데, 이 책은 식민지 미국에서 가장 인기 있는 책으로, 거의 모든 청교도 가정에서 찾아볼 수 있었다.[93][94]
8. ↑  33개 규정은 클라이드 듀니웨이의 1906년 저서에 자세히 나와 있다.[96]
9. ↑  갤러웨이는 전 펜실베이니아 총회 의장이었으며, 나중에 펜실베이니아 대표로 제1차 대륙회의에 참석했다.
10. ↑  갤러웨이는 1760년대부터 장로교도들에 대해 깊은 불만을 품고 있었으며, 그들을 폭동을 일으키는 사회의 저급한 요소들로 간주했다.[109]
11. ↑  프랭클린은 "만약 종교가 있는 지금의 사람들처럼 악하다면, 종교가 없다면 그들은 어떻게 될 것인가?"라고 쓰면서 일반 종교의 중요한 역할을 강조했다.[112]
12. ↑  원래 1744년에 인쇄되었고, 1823년에 새뮤얼 T. 암스트롱에 의해 재출판되었다.[118]
13. ↑  인지세법에 의해 부과된 관세 또는 세금은 금 또는 은으로 지불해야 했다.[124] 인지세법은 신문 반 페이지당 스털링 반 페니, 광고당 2실링 스털링, 연감당 4펜스 스털링을 부과했다.[125]
14. ↑  버나드 베일린은 역사학 분야에서 퓰리처상을 두 번(1968년, 1987년) 수상했다.
15. ↑  새뮤얼 애덤스도 자신의 글에서 이 필명을 자주 사용했다.
16. ↑  오티스의 유명한 캐치프레이즈 "대표 없는 과세는 폭정이다"는 기본적인 애국자 입장이 되었다.[170]
17. ↑  1777년 9월부터 1778년 7월까지 영국군이 필라델피아를 점령했을 때 《패킷》은 랭커스터에서 인쇄되었다.[189]
18. ↑  이 문서들의 사본은 국립 문서 보관소에서 읽을 수 있다.[201]
19. ↑  유사 전쟁은 1798년부터 1800년까지 프랑스와의 미선전 해상 전쟁이었고, 따라서 의회는 공식적인 전쟁 선언 없이는 자금과 군사 지원을 승인할 수 없었다.
20. ↑  바쉐는 벤저민 프랭클린의 손자였다.[207] 그는 명예훼손 재판을 받기도 전에 황열병으로 사망했다. 사망 전에 그는 조지 워싱턴에 대한 공개적인 공격으로 클레멘트 험프리스에게 폭행당했다.[208][209]
21. ↑  애덤스는 훗날 자신의 행동을 옹호하며, 이 법들이 프랑스에 동조하는 국내 적들에 대한 우려가 컸던 시기에 전쟁 조치였다고 주장했다.[214]
22. ↑  저명한 제퍼슨 역사가 더마스 말론은 제퍼슨이 "외국인 및 선동법"에 대한 반대에서 "자신의 전 생애에서 가장 극단적인 주권 입장을 취했다"고 말했다.[220]
23. ↑  기록은 다양하며, 구텐베르크와 로렌스 얀스준 코스터 중 누가 가동 활자를 발명했는지에 대한 논쟁은 수백 년 동안 존재해왔다.[223][224]
24. ↑  Sauer라고도 표기함

## 참고 문헌
- Adelman, Joseph M. (December 2010). 《A Constitutional Conveyance of Intelligence, Public and Private": The Post Office, the Business of Printing, and the American Revolution》. 《Enterprise & Society》 11 (Cambridge University Press). 711–754쪽. doi:10.1093/es/khq079. JSTOR 23701246.
- —— (Fall 2013). 《Trans-Atlantic Migration and the Printing Trade in Revolutionary America》. 《Early American Studies》 11 (University of Pennsylvania Press). 516–544쪽. doi:10.1353/eam.2013.0026. JSTOR 23547682. S2CID 144423922.
- Andrilk, Todd (2012). 《Reporting the Revolutionary War : before it was history, it was news》. Naperville, Ill.: Sourcebooks. ISBN 978-1-4022-69677.
- Ashley, Perry J. (1985). 《American newspaper journalists, 1690-1872》. Detroit, MI : Gale Research Company. ISBN 978-0-8103-17215.
- Bailyn, Bernard (1967). 《The ideological origins of the American Revolution》. Cambridge: Belknap Press of Harvard University Press. ISBN 9780674443013.
- Bailyn, Bernard; Hench, John B., 편집. (1981) [1980]. 《The Press & the American Revolution》. Boston: Northeastern University Press (Originally published: Worcester, Mass.: American Antiquarian Society). ISBN 978-0-9303-50307. (Google book)
- Baldwin, Ernest H. (1902). 《Joseph Galloway, the Loyalist Politician (continued)》. 《The Pennsylvania Magazine of History and Biography》 26 (University of Pennsylvania Press). 289–321쪽. JSTOR 20086036.
- Bernstein, Richard B. (April 2012). 《Ratification's Pathfinder, with Some Hints for Future Explorations》. 《The William and Mary Quarterly》 69 (Omohundro Institute of Early American History and Culture). 377–381쪽. doi:10.5309/willmaryquar.69.2.0377. JSTOR 10.5309/willmaryquar.69.2.0377.
- Berthold, Arthur Benedict (1970). 《American colonial printing as determined by contemporary cultural forces, 1639-1763》. New York: B. Franklin. ISBN 978-0-8337-02616.
- Bradburn, Douglas (July 2008). 《A Clamor in the Public Mind: Opposition to the Alien and Sedition Acts》. 《The William and Mary Quarterly》 65 (Omohundro Institute of Early American History and Culture). 565–600쪽. JSTOR 25096814.
- Bradsher, Earl Lockridge (1912). 《Mathew Carey, editor, author and publisher; a study in American literary development》. New York: The Columbia University Press.
- Bralier, Jerald C.; Mead, Sidney E.; Bellah, Robert N. (1976).  Bralier, Jerald C., 편집. 《Religion and the American revolution》. Philadelphia: Fortress Press. ISBN 978-0-8006-12412.
- Brigham, Clarence Saunders (May 1936). 《James Franklin and the Beginnings of Printing in Rhode Island》. 《Proceedings of the Massachusetts Historical Society》 65 (Massachusetts Historical Society). 535–544쪽. JSTOR 25080308.
- Buckingham, Joseph Tinker (1850). 《Specimens of newspaper literature : with personal memoirs, anecdotes, and reminiscences》 I. Boston: Charles C. Little and James Brown.
- Buckingham, Joseph Tinker (1850). 《Specimens of newspaper literature : with personal memoirs, anecdotes, and reminiscences》 II. Boston: Charles C. Little and James Brown.
- Burgan, Michael (2005). 《The Stamp Act of 1765》. Minneapolis, Minn.: Compass Point Books. ISBN 978-0-7565-08463.
- Burns, Eric (2007). 《Infamous Scribblers: The Founding Fathers and the Rowdy Beginnings of American Journalism》. Public Affairs, (of Perseus Books). ISBN 978-1-5864-85436.
- Clark, Charles E. (June 1991). 《Boston and the Nurturing of Newspapers: Dimensions of the Cradle, 1690-1741》. 《The New England Quarterly》 64 (The New England Quarterly, Inc.). 243–271쪽. doi:10.2307/366123. JSTOR 366123.
- Cobb, Sanford H. (1902). 《The rise of religious liberty in America: a history》. New York: Macmillan.
- Carroll, Hugh F. Carroll (1907). 《Printers and printing in Providence, 1762–1907》. Providence Typographical Union. No. 33.
- Cogley, Richard W. (Summer 1991). 《John Eliot and the Millennium》. 《Religion and American Culture: A Journal of Interpretation》 1 (University of California Press on behalf of the Center for the Study of Religion and American Culture). 227–250쪽. JSTOR 1123872.
- De Normandie, James (July 1912). 《John Eliot, the Apostle to the Indians》. 《The Harvard Theological Review》 5 (Cambridge University Press on behalf of the Harvard Divinity School). 349–370쪽. doi:10.1017/S0017816000013559. hdl:2027/nnc2.ark:/13960/t2m68w501. JSTOR 1507287. S2CID 162354472.
- Dickens, Arthur Geoffrey (1964). 《The English Reformation》. New York: Schocken Books.
- Dickerson, O. M. (December 1951). 《British Control of American Newspapers on the Eve of the Revolution》. 《The New England Quarterly》 24 (The New England Quarterly, Inc.). 453–468쪽. doi:10.2307/361338. JSTOR 361338.
- Duniway, Clyde Augustus (1906). 《The development of freedom of the press in Massachusetts》 XII. New York: Longmans.
- Dyer, Alan (1982). 《A biography of James Parker, colonial printer》. Troy, N.Y.: Whitston Pubublishing Company. ISBN 9780878752027.
- Duniway, Clyde Augustus (1906). 《The development of freedom of the press in Massachusetts》. New York: Longmans.
- Eldridge, Larry D. (1994). 《A distant heritage : the growth of free speech in early America》. New York University Press. ISBN 978-0-5853-26580. (Google book)
- —— (July 1995). 《Before Zenger: Truth and Seditious Speech in Colonial America, 1607–1700》. 《The American Journal of Legal History》 39 (Oxford University Press). 337–358쪽. doi:10.2307/845791. JSTOR 845791.
- Eliot, John (2003). 《The Eliot Tracts: With Letters from John Eliot to Thomas Thorowgood and Richard Baxter》. Greenwood Publishing Group. ISBN 978-0-3133-0488-0.
- Encyclopedia Britannica (2007). 《Founding Fathers: The Essential Guide to the Men Who Made America》. John Wiley & Sons. ISBN 978-0-470-11792-7.
- Fallows, Samuel (1903). 《Samuel Adams》. Milwaukee: H. G. Campbell publishing co.
- Ferling, John E. (1996). 《John Adams : a life》. New York: Henry Holt & Co. ISBN 978-0-8050-45765.
- Ferguson, Lorraine; Scott, Douglass (1990). 《A Time Line of American Typography》. 《Design Quarterly》 (Walker Art Center). 25–54쪽. doi:10.2307/4091232. JSTOR 4091232.
- Ford, Thomas K. (1958). 《Printer in Eighteenth Century Williamsburg: An Account of His Life and Times and of His Craft》. Colonial Williamsburg, Virginia: Colonial Williamsburg Foundation. ISBN 978-0-9104-12209. Google book
- Frank, Willard Chabot Jr. (April 1962). 《Rousing a Nation: The Virginia Gazette and the Growing Crisis 1773–1774》 (Master of Arts). College of William & Mary. A Thesis Presented to The Faculty of the Department of History, The College of William and Mary in Virginia
- Frasca, Ralph (2006). 《Benjamin Franklin's printing network : disseminating virtue in early America》. University of Missouri Press. ISBN 978-0-8262-16144.
- —— (May 2006). 《The Emergence of the American Colonial Press》. 《Pennsylvania Legacies》 6 (University of Pennsylvania Press). 11–15쪽. JSTOR 27765021.
- Furtwangler, Albert (1984). 《The Authority of Publius: A Reading of the Federalist Papers》. Cornell University Press. ISBN 978-0-8014-16439.
- Gloege, Timothy E. W. (March 2013). 《The Trouble with "Christian History": Thomas Prince's "Great Awakening"》. 《Church History》 82 (Cambridge University Press). 125–165쪽. doi:10.1017/S0009640712002545. JSTOR 23358908. S2CID 162507290.
- Granger, Bruce Ingham (Winter 1956). 《The Stamp Act in Satire》. 《American Quarterly》 8 (The Johns Hopkins University Press). 368–384쪽. doi:10.2307/2710447. JSTOR 2710447.
- Green, Samuel Abbott (1909). 《John Foster, The Earliest American Engraver and the First Boston Printer》. Massachusetts Historical Society.
- Halperin, Terri Diane (2016). 《The Alien and Sedition Acts of 1798 : when a Congressional majority assaulted immigrants and civil liberties》. Baltimore: Johns Hopkins University Press. ISBN 978-1-4214-19695.
- Hamilton, Milton W. (1936). 《The Country Printer》. Columbia University Press.
- Harlan, Robert D. (1974). 《David Hall and the Townshend Acts》. 《The Papers of the Bibliographical Society of America》 68 (The University of Chicago Press on behalf of the Bibliographical Society of America). 19–38쪽. doi:10.1086/pbsa.68.1.24302418. JSTOR 24302418. S2CID 163738868.
- Hildeburn, Charles Swift Riché (1885). 《A century of printing: The issues of the press in Pennsylvania, 1685–1784》. Philadelphia: Press of Matlack & Harvey.
- —— (1895). 《Sketches of printers and printing in colonial New York》. New York: Dodd, Mead, & Company.
- Hosmer, James Kendall (1899). 《Samuel Adams》. Boston, New York: Houghton, Mifflin and company.
- Hudson, Frederic (1873). 《Journalism in the United States, from 1690 to 1872》. New York: Harper & Brothers.
- Huebner, Francis C. (1906). 《Our Postal System》. 《Records of the Columbia Historical Society, Washington, D.C.》 9 (Historical Society of Washington, D.C.). 126–174쪽. JSTOR 40066939.
- Humphrey, Carol Sue (2013). 《The American Revolution and the Press: The Promise of Independence》. Northwestern University Press. doi:10.2307/j.ctv47wcc8. ISBN 978-0-8101-26503. JSTOR j.ctv47wcc8.
- Hurst, Neal Thomas (2012).  Andrilk, Todd, 편집. 《Reporting the Revolutionary War : before it was history, it was news》. Sourcebooks. ISBN 978-1-4022-69677.
- Isaacson, Walter (2003). 《Benjamin Franklin: An American Life》. New York: Simon & Schuster. ISBN 9780743258074.
- Irvin, Benjamin H. (June 2003). 《Tar, Feathers, and the Enemies of American Liberties, 1768–1776》. 《The New England Quarterly》 76 (The New England Quarterly, Inc.). 197–238쪽. doi:10.2307/1559903. JSTOR 1559903.
- Jenkins, David (April 2001). 《The Sedition Act of 1798 and the Incorporation of Seditious Libel into First Amendment Jurisprudence》. 《The American Journal of Legal History》 45 (Oxford University Press). 154–213쪽. doi:10.2307/3185366. JSTOR 3185366.
- Jensen, Merrill (1968). 《The founding of a nation : a history of the American Revolution, 1763-1776》. New York: Oxford University Press.
- Johannesen, Stanley K. (1975). 《John Dickinson and the American Revolution》. 《Historical Reflections》 2. 29–49쪽. JSTOR 41298658.
- Kidd, Thomas S. (2017). 《Benjamin Franklin: The Religious Life of a Founding Father》. Yale University Press. ISBN 978-0-3002-17490.
- Johnson, Rossiter; Brown, John Howard (1904). 《The twentieth century biographical dictionary of notable Americans》 V. Boston: The Biographical Society.
- Kimber, Sidney A. (1937). 《The story of an old press : an account of the hand press known as the Stephen Daye press, upon which was begun in 1638 the first printing in British North America》. Cambridge, Mass.: University Press.
- King, John N. (1999). 〈The book-trade under Edward VI and Mary〉. 《King, The book-trade under Edward VI and Mary I》. The Cambridge History of the Book in Britain 3. Cambridge University Press. 164–178쪽. doi:10.1017/CHOL9780521573467.009. ISBN 978-1-1390-5364-8. 2021년 9월 24일에 원본 문서에서 보존된 문서.
- Lee, James Melvin (1923). 《History of American journalism》. Boston, New York: Houghton Mifflin Company.
- Leonard, Eugenie Andruss (October 1950). 《Paper as a Critical Commodity during the American Revolution》. 《The Pennsylvania Magazine of History and Biography》 74 (University of Pennsylvania Press). 488–499쪽. JSTOR 20088183.
- Littlefield, George Emery (1907). 《The Early Massachusetts Press, 1638-1711》 I. The Club of Odd Volumes.
- —— (1907). 《The Early Massachusetts Press, 1638–1711》 II. The Club of Odd Volumes.
- Maier, Pauline (1982). 《The old revolutionaries : political lives in the age of Samuel Adams》. New York : Vintage Books. ISBN 978-0-3947-50736.
- —— (1991). 《From Resistance to Revolution》. New York: W.W. Norton. ISBN 978-0-3078-28064.
- —— (2010). 《Ratification : the people debate the Constitution, 1787-1788》. New York: Simon & Schuster. ISBN 978-0-6848-68547.
- —— (April 2012). 《Narrative, Interpretation, and the Ratification of the Constitution》. 《The William and Mary Quarterly》 69 (Omohundro Institute of Early American History and Culture). 382–390쪽. doi:10.5309/willmaryquar.69.2.0382. hdl:1721.1/72071. JSTOR 10.5309/willmaryquar.69.2.0382.
- Malone, Dumas (1962). 《Jefferson and his time:  Jefferson and the ordeal of liberty》 3. Boston: Little, Brown and company.
- Matteson, David M. Matteson (1943).  Malone, Dumas, 편집. 《Dictionary of American biography》 X. New York: Charles Scribner's Sons.
- Maxson, John W. Jr. (April 1968). 《Papermaking in America From Art to Industry, 1690 to 1860》. 《The Quarterly Journal of the Library of Congress》 25 (Library of Congress). 116–129쪽. JSTOR 29781303.
- McCullough, David G. (2001). 《John Adams》. New York: Simon & Schuster. ISBN 978-0-7432-32296.
- Miller, John C. (1959). 《Origins of the American Revolution》. Stanford Calif. : Stanford University Press ; London : Oxford University Press.
- Miller, C. William (1955년 12월 15일). 《Franklin's Type: Its Study past and Present》. 《Proceedings of the American Philosophical Society》 99 (American Philosophical Society). 418–432쪽. JSTOR 3143924.
- —— (1961). 《Franklin's "Poor Richard Almanacs": Their Printing and Publication》. 《Studies in Bibliography》 14 (Bibliographical Society of the University of Virginia). 97–115쪽. JSTOR 40371300.
- Miner, Ward L. (1962). 《William Goddard: Newspaperman》. Duke University Press.
- Moran, James (1973). 《Printing presses: history and development from the fifteenth century to modern times》. London, Faber. ISBN 9780520029040.
- Morgan, Edmund Sears (1953). 《The Stamp act crisis; prologue to revolution》. University of North Carolina Press.
- Mulford, Carla (December 2008). 《Benjamin Franklin's Savage Eloquence: Hoaxes from the Press at Passy, 1782》. 《Proceedings of the American Philosophical Society》 152 (American Philosophical Society). 490–530쪽. JSTOR 40541605.
- Needham, Paul (2009). 《Prints in the Early Printing Shops: The Woodcut in Fifteenth-Century Europe》. 《Studies in the History of Art》 75 (National Gallery of Art). 38–91쪽. JSTOR 42622514.
- Nelson, Harold L. (April 1959). 《Seditious Libel in Colonial America》. 《The American Journal of Legal History》 3 (Oxford University Press). 160–172쪽. doi:10.2307/844283. JSTOR 844283.
- Newgass, Edgar (1958). 《An outline of Anglo-American Bible history》. London : B.T. Batsford.
- Oxford University Press (1922). 《Some account of the Oxford University Press, 1468-1921》. Oxford: Clarendon Press. ISBN 978-0-19-955731-8.
- Parker, Peter J. (Spring 1966). 《The Philadelphia Printer: A Study of an Eighteenth-Century Businessman》. 《The Business History Review》 40 (The President and Fellows of Harvard College). 24–46쪽. doi:10.2307/3112300. JSTOR 3112300. S2CID 156852880.
- Powell, Daniel (1967). 《United States history; ideas in conflict》. Glenview, Ill.: Scott, Foresman.
- Ramsay, David (1789). 《The history of the American Revolution》 II. Philadelphia: R. Aitken & son.
- Roden, Robert F. (1905). 《The Cambridge Press, 1638–1692; a history of the first printing press established in English America》. New York: Dodd, Mead and Company.
- Rollins, Carl Purington (January 1937). 《John Baskerville》. 《The Yale University Library Gazette》 11 (Yale University, acting through the Yale University Library). 53–61쪽. JSTOR 40856963.
- Schlesinger, Arthur Meier (1918). 《The colonial merchants and the American revolution, 1763-1776》. New York: Columbia University.
- —— (March 1935). 《The Colonial Newspapers and the Stamp Act》. 《The New England Quarterly》 8 (The New England Quarterly, Inc.). 63–83쪽. doi:10.2307/359430. JSTOR 359430.
- —— (October 1936). 《Politics, Propaganda and the Philadelphia Press》. 《The Pennsylvania Magazine of History and Biography》 60 (University of Pennsylvania Press). 309–322쪽. JSTOR 20087003.
- —— (1958). 《Prelude To Independence The Newspaper War On Britain 1764 1776》. Alfred A.Knopf.
- Scott, Kenneth (1958). 《James Franklin on counterfeiting》. 《Museum Notes (American Numismatic Society)》 VIII (American Numismatic Society). 217–220쪽. JSTOR 43573829.
- Sharp, Gene (2015). 《Before Lexington Resistance, Politics, And The American Struggle For Independence》. The Albert Einstein Institution. ISBN 978-1-8808-13249.
- Shaw, Steven J. (Autumn 1959). 《Colonial Newspaper Advertising: A Step toward Freedom of the Press》. 《The Business History Review》 33 (The President and Fellows of Harvard College). 409–420쪽. doi:10.2307/3111955. JSTOR 3111955.
- Slack, Charles (2015). 《Liberty's first crisis : Adams, Jefferson, and the misfits who saved free speech》. New York, NY: Atlantic Monthly Press. ISBN 9780802123428.
- Smith, William (January 1916). 《The Colonial Post-Office》. 《The American Historical Review》 21 (Oxford University Press on behalf of the American Historical Association). 258–275쪽. doi:10.2307/1835049. JSTOR 1835049.
- Streeter, Gilbert Lewis (1856). 《An Account of the Newspapers and Other Periodicals Published in Salem from 1768 to 1856》. W. Ives and G.W. Pease, printers.
- Thomas, Isaiah (1874). 《The history of printing in America, with a biography of printers》 I. New York: B. Franklin.
- —— (1874). 《The history of printing in America, with a biography of printers》 II. New York: B. Franklin.
- Tyler, Lyon Gardiner (1907). 《Williamsburg, the old colonial capital》. Richmond, Va.: Whittet & Shepperson.
- Updike, Daniel Berkeley (1922). 《Printing types, their history, forms, and use; a study in survivals》 II. Cambridge: Harvard University Press.
- Watkins, William J. Jr. (2008). 《Reclaiming the American Revolution》. Palgrave Macmillan. ISBN 978-1-4039-63031.
- Weeks, Lyman Horace (1916). 《A history of paper-manufacturing in the United States, 1690-1916》. New York, The Lockwood trade journal company.
- Weeks, Stephen Beauregard (1891). 《The press of North Carolina in the eighteenth century》. Brooklyn, Historical printing club.
- Wendorf, Richard (September 2014). 《Declaring, Drafting, and Composing American Independence》. 《The Papers of the Bibliographical Society of America》 108 (The University of Chicago Press on behalf of the Bibliographical Society of America). 307–324쪽. doi:10.1086/680864. JSTOR 10.1086/680864. S2CID 174945651.
- Wilson, James Grant; Fiske, John, 편집. (1887). 《Appleton's Cyclopædia of American Biography》 III. New York: D. Appleton and Company.
- Winship, George Parker (1945). 《The Cambridge Press 1638 1692》. Philadelphia : University of Pennsylvania Press. Alternative printing
- Wroth, Lawrence C. (1922). 《A History of Printing in Colonial Maryland, 1686–1776》. Baltimore: Typothetae of Baltimore.
- Wroth, Lawrence C. (1938). 《The Colonial Printer》. Portland, Me., The Southworth-Anthoensen press.
- Yodelis, Mary Ann (1975). 《Who Paid the Piper?Publishing Economics in Boston, 1763–1775》 (PDF). Association for Education in Journalism.
- Yost, Edna (1961). 《Famous American pioneering women》. New York: Dodd, Mead.
- Zimmerman, John L. (October 1954). 《Benjamin Franklin and the Pennsylvania Chronicle》. 《The Pennsylvania Magazine of History and Biography》 81 (University of Pennsylvania Press). 351–364쪽. JSTOR 20089013.
- “Williamsburg had its own freedom of press battle”. 《Daily Press》 (Newport News, Virginia). 1983년 2월 27일. 27면. 2021년 8월 14일에 확인함 – Newspapers.com 경유.
- 《Encyclopædia Britannica》. XXVII. New York University Press. 1911.

원전
- Dickinson, John (1768). 《Letters from a farmer in Pennsylvania, to the inhabitants of the British colonies》. Philadelphia : Printed by David Hall, and William Sellers.
- Franklin, Benjamin (1895). 《The autobiography of Benjamin Franklin》. Philadelphia: Henry Altemus. Note: Franklin's autobiography has been printed over the years by numerous publishers.
- Galloway, Joseph (1780). 《Historical and political reflections on the rise and progress of the American rebellion》. London: Printed for G. Wilkie.
- Jefferson, Thomas (1774).  Dunlap, John, 편집. 《A summary view of the rights of British America. Set forth in some resolutions intended for the inspection of the present delegates of the people of Virginia, now in convention.》.
- Jefferson, Thomas (1787). “From Thomas Jefferson to Edward Carrington, Paris, January 16, 1787”. National Archives, Founders Online. 2021년 9월 19일에 확인함.
- Jefferson, Thomas (1779). “A Bill for establishing Religious Freedom, printed for the consideration of the People”. University of Virginia. 2021년 9월 22일에 확인함.
- Jefferson, Thomas. “A Bill for Establishing Religious Freedom, 18 June 1779”. National Archive: The National Historical Publications and Records Commission. 2021년 9월 22일에 확인함.
- Goddard, William (1770). 《The partnership: or, The history of the rise and progress of the Pennsylvania Chronicle》. Philadelphia: Printed by William Goddard.
- —— (1870).  Goddard, William G., 편집. 《The political and miscellaneous writings of William G. Goddard, Volume 1》. Sidney S. Rider and Brothers, Providence, RI. 568쪽.
- Prince, Thomas (1823) [1744]. 《An Account of the Revival of Religion in Boston in the Years 1740-1-2-3》. Boston: Samuel T. Armstrong.
- Wigglesworth, Michael (1867) [1715]. 《The day of doom, or, A poetical description of the great and last judgement》. New York: American News Co.
- Great Britain (1895) [1765].  Hart, Albert Bushnell; Channing, Edward, 편집. 《The Stamp Act, 1765》. New York, A. Lovell & company.
- 《Colonists Respond to the Townshend Acts》 (PDF). National Humanities Center. 2013.
- Fifth U.S. Congress (1798). “Alien and Sedition Acts (1798)”. National Archives. 2022년 6월 11일에 확인함.

온라인 자료
- “American Newspapers during Ratification, 1787–1788”. University of Wisconsin: Center for the Study of the American Constitution, Department of History. 2021. 2021년 9월 17일에 확인함.
- “The News Media and the Making of America, 1730–1865”. The Antiquarian Society. 2021년 9월 14일에 확인함.
- “The U.S. Post Office, 1775–1974”. 《American Heritage Magazine》. 2011년 3월 7일에 원본 문서에서 보존된 문서. 2017년 1월 4일에 확인함.
- “William Goddard, Behind the Badge: The U.S. Postal Inspection Service”. Smithsonian National Postal Museum. 2021년 9월 7일에 확인함.
- Parkinson, Robert G. (2021). 〈Print, the Press, and the American Revolution〉. 《Oxford Research Encyclopedia of American History》. Oxford University Press. doi:10.1093/acrefore/9780199329175.013.9. ISBN 978-0-19-932917-5. 2021년 9월 14일에 확인함.
- Reese, William S. (1990). “The First Hundred Years of Printing in British North America: Printers and Collectors”. American Antiquarian Society.
- “First Newspaper Printing of the Declaration”. 《Museum of the American Revolution》. 2021년 9월 16일에 확인함.

## 더 읽어보기
- Adelman, Joseph M. (Fall 2013). 《Trans-Atlantic Migration and the Printing Trade in Revolutionary America》. 《Early American Studies》 11 (University of Pennsylvania Press). 516–544쪽. doi:10.1353/eam.2013.0026. JSTOR 23547682. S2CID 144423922.
- Emery, Michael, and Edwin Emery, The Press and America: An Interpretive History of the Mass Media (6th ed. 1988). 온라인

- Fracus, Ralph (May 2006). 《The Emergence of the American Colonial Press》. 《Pennsylvania Legacies》 6 (University of Pennsylvania Press). 11–15쪽. JSTOR 27765021.
- Harlan, Robert D. (First Quarter 1974). 《David Hall and the Townshend Acts》. 《The Papers of the Bibliographical Society of America》 68 (The University of Chicago Press on behalf of the Bibliographical Society of America). 19–38쪽. doi:10.1086/pbsa.68.1.24302418. JSTOR 24302418. S2CID 163738868.
- Hudak, Leona M. (1978). 《Early American Women Printers and Publishers, 1639–1820》. Scarecrow Press. ISBN 978-0-8108-11195.
- Isaacson, Walter (2004). 《Benjamin Franklin: An American Life》. Simon and Schuster. ISBN 978-0-7432-58074.
- Kessler, Sanford (August 1992). 《Tocqueville's Puritans: Christianity and the American Founding》. 《The Journal of Politics》 54 (The University of Chicago Press). 776–792쪽. doi:10.2307/2132311. JSTOR 2132311. S2CID 145087954.
- Oswald, John Clyde (1917). 《Benjamin Franklin, printer》. Doubleday, Page & company.
- Pencak, William (April 1962). 《Politics and Ideology in "Poor Richard's Almanack"》. 《The Pennsylvania Magazine of History and Biography》 116 (University of Pennsylvania Press). 183–211쪽. JSTOR 20092701.
- Richardson, Lyon N. (Lyon Norman (1931). 《A history of early American magazines, 1741-1789》. New York: Thomas Nelson and Sons.
- Smith, Lisa (2012). 《The First Great Awakening in Colonial American Newspapers: A Shifting Story》. Lexington Books. ISBN 978-0-7391-72759.
- Tebbel, John William (1969). 《The compact history of the American newspaper》. New York: Hawthorn Books.
- Wolley, Mary Emma (1894).  J. Franklin Jameson, Ph.D., 편집. 《The early history of the colonial post-office》. Rhode Island Historical Society.
- 미국 혁명 논문, 1763–1776
- Wright, John (1892). 《Early Bibles of America》. New York: T. Whittaker.